# Olympische Sommerspiele 1988
| Medaillenspiegel               | Medaillenspiegel   | Medaillenspiegel | Medaillenspiegel | Medaillenspiegel | Medaillenspiegel |
| Platz                          | Land               | G                | S                | B                | Ges.             |
| ------------------------------ | ------------------ | ---------------- | ---------------- | ---------------- | ---------------- |
| 1                              | Sowjetunion        | 55               | 31               | 46               | 132              |
| 2                              | DDR                | 37               | 35               | 30               | 102              |
| 3                              | Vereinigte Staaten | 36               | 31               | 27               | 94               |
| 4                              | Südkorea           | 12               | 10               | 11               | 33               |
| 5                              | BR Deutschland     | 11               | 14               | 15               | 40               |
| 6                              | Ungarn             | 11               | 6                | 6                | 23               |
| 7                              | Bulgarien          | 10               | 12               | 13               | 35               |
| 8                              | Rumänien           | 7                | 11               | 6                | 24               |
| 9                              | Frankreich         | 6                | 4                | 6                | 16               |
| 10                             | Italien            | 6                | 4                | 4                | 14               |
| …                              | …                  | …                | …                | …                | …                |
| 29                             | Österreich         | 1                | –                | –                | 1                |
| …                              | …                  | …                | …                | …                | …                |
| 33                             | Schweiz            | –                | 2                | 2                | 4                |
| Vollständiger Medaillenspiegel |                    |                  |                  |                  |                  |

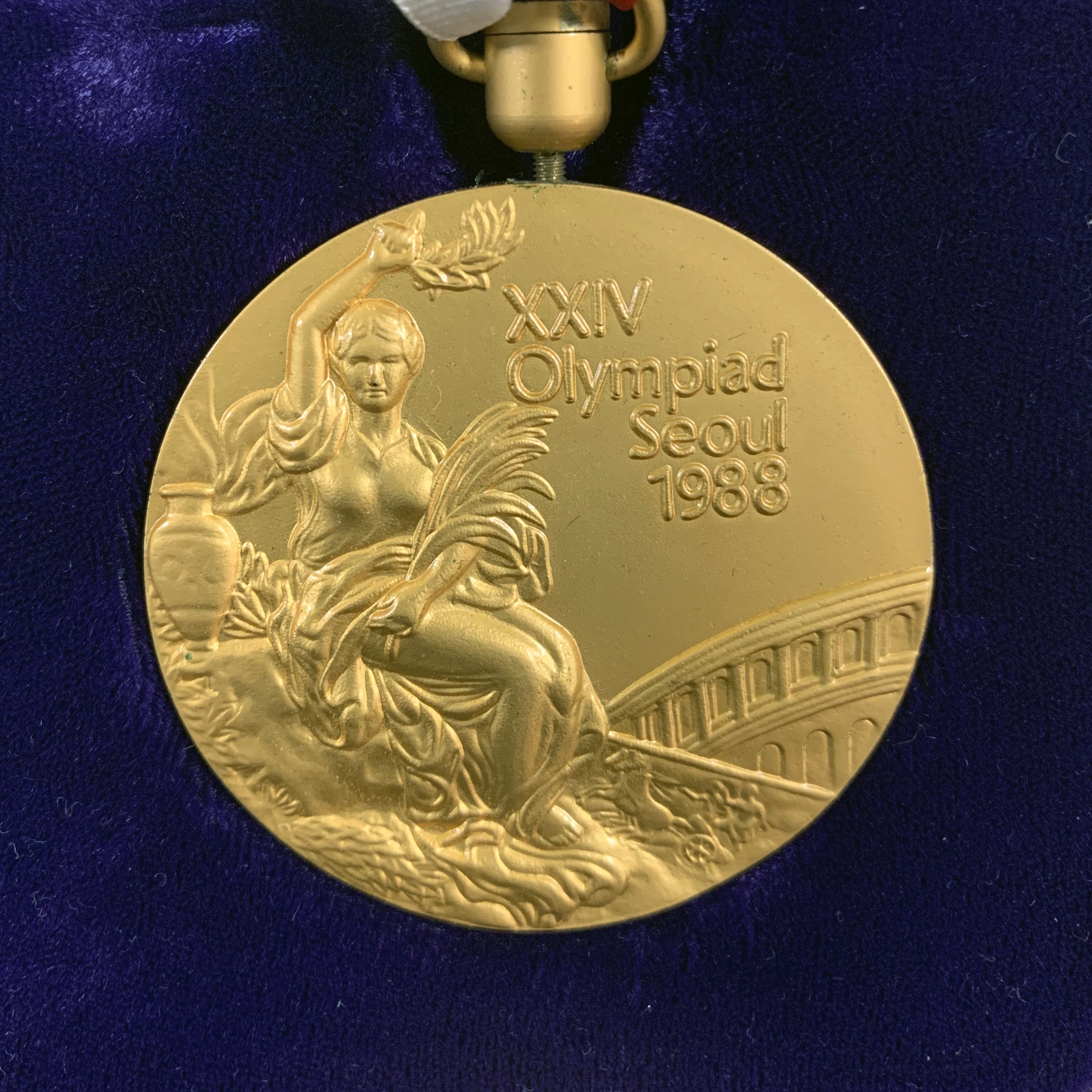
Die Goldmedaille der Olympischen Sommerspiele 1988

Die Olympischen Sommerspiele 1988 (offiziell Spiele der XXIV. Olympiade genannt) fanden vom 17. September bis zum 2. Oktober 1988 in der südkoreanischen Hauptstadt Seoul statt. Bei der Vergabe der Spiele während der 84. IOC-Session in Baden-Baden am 30. September 1981 hatte sich die südkoreanische Stadt gegen das japanische Nagoya durchgesetzt. Mit 8391 Sportlern und 159 Mannschaften gab es einen neuen Teilnehmerrekord. Herausragende Sportler der Spiele waren Kristin Otto mit sechs Goldmedaillen im Schwimmen, Matt Biondi mit sieben ebenfalls im Schwimmen gewonnenen Medaillen (davon fünfmal Gold), Wladimir Artjomow mit fünf Medaillen im Kunstturnen (davon viermal Gold) und die Leichtathletin Florence Griffith-Joyner mit drei Goldmedaillen.
Die Olympischen Sommerspiele 1988 markierten die Öffnung der olympischen Bewegung für Profis und das Ende der großen Boykottspiele nach den Sommerspielen 1980 in Moskau und den Sommerspielen 1984 in Los Angeles, auch wenn Albanien, Äthiopien, Kuba, Madagaskar, Nicaragua, Nordkorea und die Seychellen keine Mannschaften entsandten. Ein dominierendes Thema war die Dopingproblematik, die mit dem Fall Ben Johnson in den Fokus des öffentlichen Interesses geriet. Die Olympischen Sommerspiele 1988 bewirkten eine Öffnung Südkoreas und unterstützten damit den aufkommenden politischen Wandel.

## Bewerbung und Wahl des Austragungsortes
Die Idee, Olympische Sommerspiele in Südkorea auszurichten, kam erstmals Ende der 1970er Jahre auf. Mit den Weltmeisterschaften im Schießen 1978 und der Frauenbasketball-Weltmeisterschaft ein Jahr später hatte das Land seine ersten sportlichen Großereignisse ausgerichtet. Infolge des guten Gelingens der Schützen-Weltmeisterschaften wurde der Präsident des Schützenverbandes, Park Chong-kyu, im Februar 1979 sowohl zum Präsidenten des Olympischen Komitees Südkoreas (KOC) als auch zum Vorsitzenden der Korean Amateur Sports Association (KASA) gewählt. Er gab eine Machbarkeitsstudie in Auftrag, die die Eignung Seouls als Austragungsort prüfen sollte.
Im Juni 1979 gab das KOC diese Bestrebungen auf der Generalversammlung der Association of National Olympic Committees (ANOC) in San Juan bekannt. Eine sieben Mitglieder umfassende Beratergruppe des Nationalen Komitees für Sport beschloss am 3. September 1979 die Kandidatur um die Olympischen Sommerspiele des Jahres 1988 und die Asienspiele von 1986, die Seouls Bürgermeister Chung Sang-chon am 8. Oktober nach Zustimmung des Staatspräsidenten Park Chung-hee bekanntgab. Park Chung-hee wurde zweieinhalb Wochen nach der offiziellen Bekanntgabe ermordet. Den anschließenden politischen Säuberungen fiel auch KOC-Präsident Park Chong-kyu zum Opfer, der alle Ämter verlor.
Mit dem Ende der Vierten Republik erlitt auch die Olympiabewerbung einen Rückschlag. Erziehungsminister Rhee Kyo-ho gab am 27. November 1980 bekannt, dass Seoul sich finanziell nicht zur Ausrichtung in der Lage sehe. Erst das Eingreifen des neuen Staatspräsidenten Chun Doo-hwan, der staatliche Unterstützung für die Kandidatur in Aussicht stellte, ermöglichte das Weiterverfolgen der Pläne, so dass das KOC schließlich die Bewerbung offiziell beim IOC einreichte. Neuer Präsident des Bewerbungskomitees wurde Chung Ju-yung, der Vorsitzende der Hyundai-Gruppe und Präsident des Industriellenverbandes, dessen Überzeugungsarbeit sich vor allem auf die Entwicklungsländer konzentrierte. Das Bewerbungskomitee stellte diesen Ländern eine finanzielle Unterstützung der Olympiateilnahme in Südkorea in Aussicht.
Mit Blick auf die Olympischen Sommerspiele 1968 in Mexiko-Stadt wies das Bewerbungskomitee zudem darauf hin, dass Südkorea als Entwicklungsland die Olympischen Sommerspiele veranstalten könne. Zudem wies es Befürchtungen aufgrund der politischen Situation auf der Koreanischen Halbinsel und der Diktatur in Südkorea zurück. Ebenso wurde ein Olympiaboykott sozialistischer Staaten befürchtet, da Südkorea zu diesem Zeitpunkt keine diplomatischen Beziehungen zu ihnen unterhielt. Insgesamt räumte man der Bewerbung Seouls nur eine Außenseiterchance gegen den einzigen Mitbewerber, die japanische Stadt Nagoya, ein.
Die Wahl des Austragungsortes fand am 30. September 1981 in Baden-Baden statt. Im ersten Wahlgang setzte sich Seoul mit 52 zu 27 Stimmen gegen Nagoya durch. Als Grund für den überraschend klaren Wahlausgang wurden das arrogante Auftreten der japanischen Delegation, befürchtete Finanzierungsschwierigkeiten Nagoyas und allgemeine wirtschaftliche Interessen in Südkorea angeführt. Des Weiteren soll Horst Dassler, Chef des Adidas-Konzerns, Einfluss auf das Wahlverhalten ausgeübt haben, indem er bei Entwicklungsländern für Seoul als Austragungsort warb. Dafür soll nicht wirtschaftliches, sondern sein persönliches Interesse an Korea der Grund gewesen sein.

## Vorbereitung

### Organisation
Nach der erfolgreichen Bewerbung gründete sich am 2. November 1981 das Seoul Olympic Organizing Committee (SLOOC), dessen erster Präsident Kim Yong-shik war. Am 11. Juli 1983 übernahm der spätere Präsident Südkoreas, Roh Tae-woo, dieses Amt, bis er es am 7. Mai 1985 an Park Seh-jik übergab. Neben der Vorbereitung der Olympischen Sommerspiele war das SLOOC ab 1982 zudem mit der Organisation der Asienspiele des Jahres 1986 beauftragt. Am 14. Februar 1983 wurde dann das Asian Games Organizing Committee (SAGOC) in das SLOOC eingegliedert. Das Organisationskomitee beschäftigte zu Beginn der Olympischen Sommerspiele 1428 Mitarbeiter, dazu kamen weitere 27.221 freiwillige Helfer.
Das SLOOC erzielte Einnahmen in Höhe von 909.840 Millionen Won, wobei allein 224.694 Millionen Won aus der Vermarktung der TV-Rechte stammten. Weitere hohe Erlöse erbrachten das Münzprogramm mit 135.235 Millionen Won und die Lotterie mit 118.804 Millionen. Zudem gab es 241.634 Millionen Won an Zuwendungen und Spenden. Im Vorfeld der Olympischen Sommer- und Winterspiele des Jahres 1988 wurde die Vermarktung der Sommerspiele optimiert. An Stelle einer großen Zahl von Sponsoren (1976 in Montreal waren es 306 gewesen) wurde zwischen 1985 und 1988 das „Olympic Program“ aufgelegt, dem neun finanzkräftige Sponsoren wie etwa Coca-Cola, VISA und Panasonic angehörten. Calgary und Seoul erhielten jeweils einen Anteil an den erzielten 96 Millionen Dollar. Das SLOOC hatte zudem 23 weitere Sponsoren und 57 Ausrüster, die sich engagierten.
Den Einnahmen standen Ausgaben in Höhe von 568.391 Millionen Won gegenüber. Der Bau der Sportstätten kostete 237.795 Millionen Won, die Austragung der Wettkämpfe 26.053 Millionen und das olympische Dorf und das Pressezentrum 30.931 Millionen. Daneben investierte der Staat weitere Milliarden in den Ausbau der öffentlichen Infrastruktur, wobei der Fokus auf dem Verkehr und dem Tourismus lag. Er machte Ausgaben zur Verbesserung des Umweltschutzes und der Standards im Gesundheitssystem. Zudem förderte der Staat auch kulturelle Institutionen und Veranstaltungen. Der vom Organisationskomitee erwirtschaftete Profit von 341,5 Milliarden Won ging an die am 20. April 1989 gegründete Seoul Olympic Sports Promotion Foundation.
Im Vorfeld der Olympischen Sommerspiele verschärfte der Staat die Maßnahmen für den Umweltschutz. So war es den Fahrern von 750.000 Privatautos nur jeden zweiten Tag erlaubt, diese zu benutzen. Ebenso veranlasste die Regierung die Schließung der mit Kohle beheizten Badehäuser drei Tage vor dem Marathonlauf, damit sich die Luftqualität zum Wettkampf besserte. Diese Anstrengungen galten jedoch nur im Vorfeld und für den Zeitraum der Spiele und wurden danach wieder zurückgenommen.

### Sportpolitik
In Vorbereitung auf die Spiele wurde darauf hingearbeitet, einen weiteren Olympiaboykott durch den Ostblock wie 1984 in Los Angeles zu verhindern. Dabei kam erschwerend das Fehlen diplomatischer Beziehungen Südkoreas zu sozialistischen Staaten hinzu. Das veranlasste den IOC-Präsidenten Juan Antonio Samaranch, sich für die Teilnahme dieser Staaten zu engagieren. So wurde bei der Versammlung der Nationalen Olympischen Komitees in Mexiko-Stadt im November 1984 die „Deklaration von Mexiko“ verabschiedet, in der die Teilnehmer unter anderem dem Austragungsort der Olympischen Sommerspiele 1988 zustimmten. Die Zustimmung der Sowjetunion kam einer Zusage der Teilnahme gleich, worauf jedoch verschiedene sozialistische NOKs mit Unverständnis reagierten. Die DDR hatte sich nach den Sommerspielen von Los Angeles bereits dazu entschlossen, in Seoul wieder teilzunehmen. Das IOC beschloss zudem, die Einladungen zu den Sommerspielen direkt zu verschicken, und überließ diese Aufgabe nicht wie bis dahin dem Organisationskomitee. Trotz dieser Entwicklungen dachte das IOC intern über die Möglichkeit nach, die Sommerspiele zu verlegen und die Eignung Münchens als Alternative zu sondieren.
Ein weiterer Konfliktpunkt war die Beteiligung Nordkoreas an der Ausrichtung der Olympischen Sommerspiele. Von Fidel Castro ermuntert, forderte Nordkorea Ende 1985 die Mitausrichtung. In der Folge kam es am 8. und 9. Januar 1986 in Lausanne zu einem vom IOC-Präsidenten geleiteten Gespräch der nord- und südkoreanischen Olympischen Komitees. Nordkorea forderte, dass elf der 23 olympischen Sportarten auf eigenem Territorium durchgeführt werden, und wollte zudem eine eigene Eröffnungs- und Abschlussfeier. Es sollte ein gemeinsames Organisationskomitee geben und eine vereinte Mannschaft antreten. Die Verhandlungen wurden auf weiteren Treffen fortgeführt, verliefen aber nicht erfolgreich, da das IOC die Forderungen Nordkoreas nicht erfüllte und nur etwa die Hälfte der gewünschten Sportveranstaltungen dem Norden zugestehen wollte. So blieb die Ausrichtung allein auf Seoul und Südkorea beschränkt. Nordkorea boykottierte nach den gescheiterten Verhandlungen über eine Beteiligung an der Austragung die Olympischen Sommerspiele von Seoul und wurde dabei von Kuba, Nicaragua und Äthiopien unterstützt, die mit ihren Mannschaften ebenfalls fernblieben. Diesem Boykott schlossen sich zudem Albanien und die Seychellen an. Um Sanktionen des IOC zu entgehen, verzichteten diese Staaten darauf, ihr Fernbleiben als Boykott zu bezeichnen. Bis zuletzt war die Teilnahme Madagaskars erwartet worden, weshalb noch bei der Eröffnungsfeier von 160 startenden Nationen ausgegangen wurde, das Land schloss sich jedoch dem nordkoreanischen Boykott an.
Während der 84. IOC-Session in Baden-Baden 1981 wurde die Öffnung der olympischen Bewegung für Profisportler betrieben und die als Amateurparagraph bezeichnete Zulassungsregel 26 geändert. Der Vorsitzende der Zulassungskommission, Willi Daume, erreichte die nötige Zweidrittelmehrheit für seinen Änderungsvorschlag, indem er die Brisanz der Änderung herunterspielte und sie mehr als Neuinterpretation der bis dahin geltenden Regel präsentierte. So sollten die Sportverbände mehr Entscheidungsspielraum erhalten und den Athleten Förderung durch von Sponsoren finanzierte Fonds ermöglicht werden, wobei direkte Verbindungen von Sportlern und Sponsoren weiterhin verboten bleiben sollten. In der praktischen Umsetzung geriet die Fonds-Idee in den Hintergrund und es kam zu der Regelung, dass sich Profis im Zeitraum von vier Wochen vor Beginn bis zwei Wochen nach Ende der Sommerspielen in Fragen des Sponsoring der Kontrolle des jeweiligen Nationalen Olympischen Komitees unterwerfen müssen. Bei den Olympischen Sommerspielen 1988 kam es erstmals zur Zulassung von Profis im Tennis und Tischtennis. Bei den folgenden Sommerspielen weitete sich diese Öffnung noch aus.

## Gebäude

### Wettkampfstätten
Für die Olympischen Sommerspiele 1988 wurden 34 Wettkampf- und 72 Trainingsstätten genutzt. 21 der Wettkampfstätten existierten bereits im Vorfeld, 13 mussten neu errichtet werden. Es entstanden zwei Zentren, der Seoul Sports Complex und der Olympic Park Seoul, in denen Anlagen zusammengefasst wurden. Andere verteilten sich auf verschiedene Orte in der Stadt und der Umgebung.

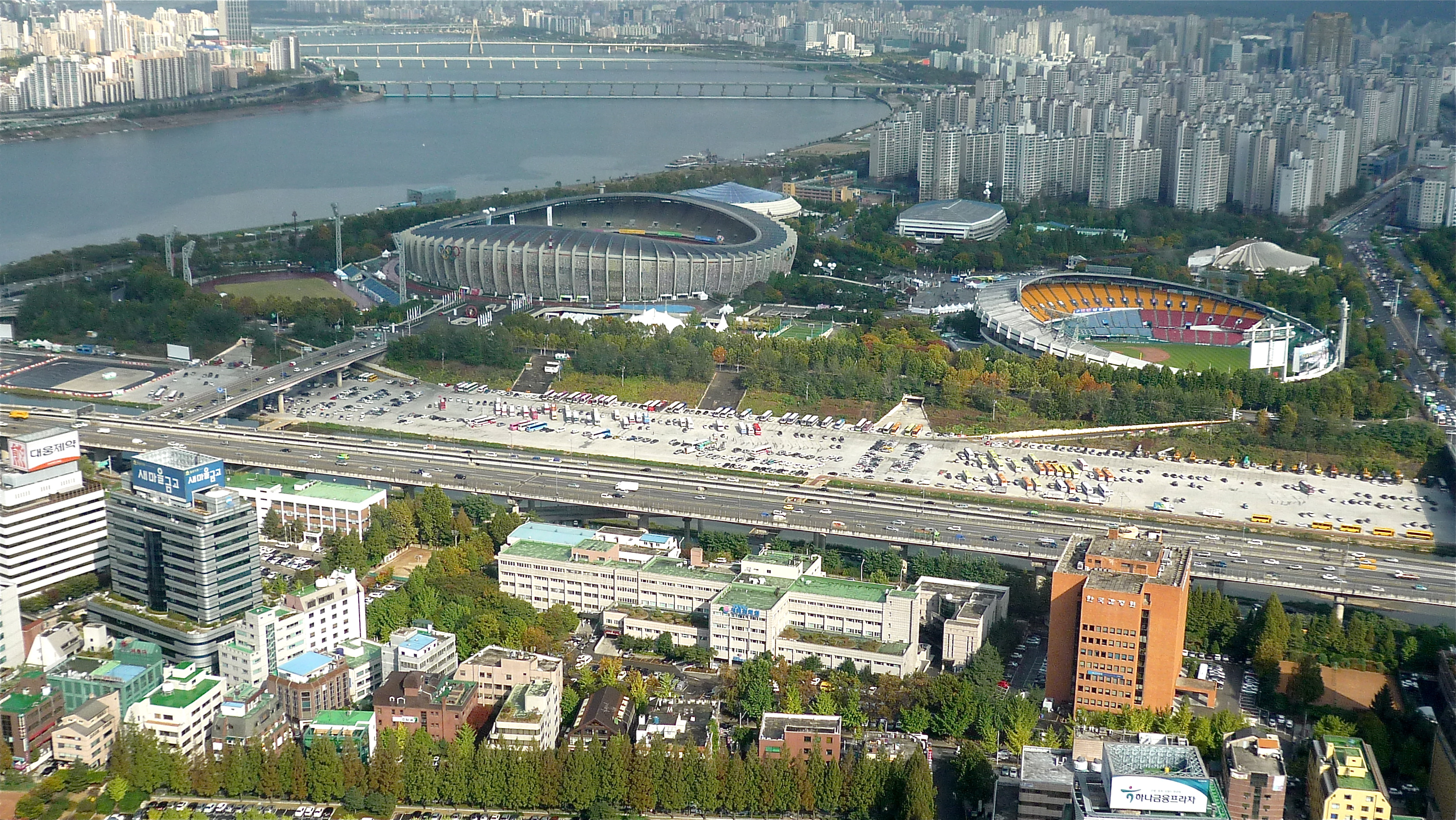
Das Olympiastadion liegt eingebettet im Seoul Sports Complex

Der Seoul Sports Complex bildete das Zentrum der Spiele. Dort befindet sich das von Kom Swoo-geun entworfene Olympiastadion, das einer Porzellanvase aus der Joseon-Dynastie nachempfunden ist und 100.000 Zuschauern Platz bietet. In ihm fanden die Eröffnungs- und die Schlussfeier, die Leichtathletikwettbewerbe sowie das Finalspiel des Fußballturniers und das Springreiten statt. Die Basketballturniere wurden in der Jamsil-Sporthalle ausgetragen, deren Dach eine in den Himmel führende Treppe symbolisiert. In der Jamsil-Schwimmhalle, die 8000 Zuschauern Platz bietet, wurden das Synchronschwimmen, das Wasserspringen und das Wasserballturnier ausgetragen. Die Form des 30.500 Zuschauer fassenden Jamsil-Baseballstadions ist einem südkoreanischen Schlaginstrument, dem Janggu, nachempfunden. Der Seoul Sports Complex umfasst zudem eine weitere Sporthalle, die für Trainingszwecke genutzt werden konnte. Der Komplex liegt mit Anbindung an den öffentlichen Nahverkehr rund 13 Kilometer südlich des Stadtzentrums, nahe dem olympischen Dorf und dem Pressezentrum.

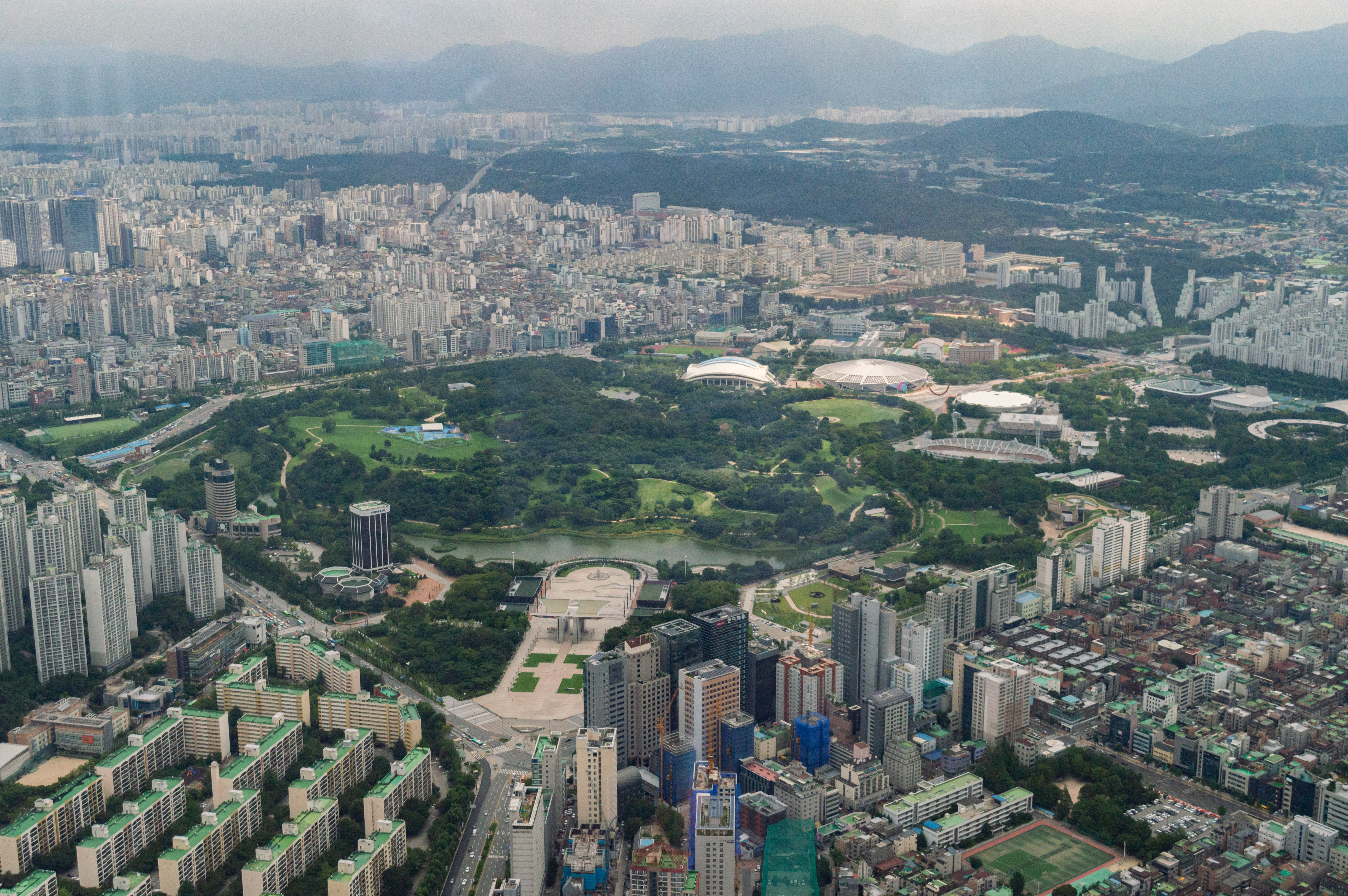
Wettkampfstätten im Olympic Park Seoul, daran anschließend das olympische Dorf

Der Olympic Park Seoul war das zweite Gelände, das mehrere Sportanlagen vereinte. Er liegt etwa vier Kilometer östlich des Olympiastadions. Das 6000 Zuschauer fassende Radstadion, das sich in der Anlage befindet, war das erste in Asien mit einer Holzbahn. Die Sporthalle für die Wettbewerbe im Gewichtheben hat eine Zuschauerkapazität von 4000 und besitzt eine teilweise aus Fiberglas bestehende Fassade und ein ebensolches Dach. Die Fechthalle fasst 7000 Personen, die Turnhalle 14.730. Weiterhin umfasst der Park die Tennisplätze und die Schwimmhalle, die während der Schwimmwettkämpfe 10.000 Zuschauern Platz bot. Im Olympic Park wurden zudem die Wettbewerbe im Modernen Fünfkampf ausgetragen.
Neben den beiden Komplexen gibt es in Seoul weitere einzelne olympische Sportstätten. Die Kanu- und Ruderwettbewerbe wurden auf der Hangang-Regattastrecke ausgetragen, die 25.000 Zuschauern Platz bot. Die Reitsportveranstaltungen wurden im LetsRun Park Seoul ausgetragen, in der Sangmu-Sporthalle fanden die Taekwondo- und Judowettbewerbe statt. Die Sporthalle der Seouler Nationaluniversität wurde als Austragungsort für die Tischtennis- und Badmintonturniere genutzt, in der Halle der Hanyang-Universität und in der Saemaul-Sporthalle wurden die Volleyballturniere und in der Suwon-Sporthalle die Handballspiele ausgetragen. Die Wettbewerbe im Schießen fanden auf dem Hwarang Bogenschießgelände und in der Taenung-Schießanlage statt.
Das Fußballturnier wurde im Seouler Tongdaeum-Stadion, im Daejeon-Stadion, im Daegu-Stadion, im Busan-Gudeok-Stadion und im Gwangju-Stadion ausgetragen. Das Finale fand im Olympiastadion statt. Außerhalb Seouls fanden außerdem die Segelwettbewerbe im Segelzentrum Busan statt. In der Suwon-Sporthalle wurden Handballpartien und im Seongnam-Stadion Hockeyspiele ausgetragen, während in der Seongnam-Sporthalle die Ringerwettbewerbe stattfanden.

### Olympisches Dorf
Das olympische Dorf liegt im Songpa-gu, direkt am Olympic Park, und damit rund vier Kilometer vom Olympiastadion entfernt. Es umfasst eine Fläche von 626.664 Quadratmetern, auf denen 86 Apartmentgebäude mit 3692 Wohneinheiten stehen. Im Dorf gab es eine VIP-Lounge, ein Schwimmbecken, ein Religionszentrum, in dem Angehörige von sechs Religionen beten konnten, sowie ein Medizinzentrum, das das Niveau eines normalen Krankenhauses erreichte. Es fanden dort zudem kulturelle Veranstaltungen wie Bühnenshows und Filmvorführungen statt. Die Mensa bot 4200 Personen Platz. Neben dem olympischen Dorf liegt das Pressedorf, das 36 Gebäude mit 1848 Wohneinheiten umfasst. In den Städten Busan, Daegu, Gwangju und Daejeon gab es kleinere Sub-Dörfer für Athleten, deren Wettkämpfe in diesen Orten stattfanden.

## Logo, Maskottchen und Motto
Das Logo zeigt ein Sam-Taeguk, ein traditionelles koreanisches Symbol. Die Betrachtung der Farbfelder als zum Zentrum hinführend wurde als Zeichen, dass Menschen in Korea zusammenkommen, angesehen, die Betrachtung als vom Zentrum wegführend dahingehend interpretiert, dass die Menschen einen Weg der Suche nach Glück und Erfolg beschreiten. Das Maskottchen war „Hodori“ und wurde von Kim Kwang-hyun entworfen. Es war ein kleiner Tiger, der für Freundlichkeit und Gastfreundschaft stehen sollte. Der Name wurde aus 2295 Vorschlägen aus der Bevölkerung ausgewählt. „Ho“ heißt im Koreanischen „Tiger“ und „domori“ ist eine Verniedlichungsform für Jungen. Das Motto lautete „Harmony and Progress“ („Harmonie und Fortschritt“).
Offizielles Lied war „Hand In Hand“ der Gruppe Koreana – der Text ist Englisch und Koreanisch. Außerdem entwickelten sich „One Moment In Time“ von Whitney Houston und in Deutschland „Go For Gold“ der deutschen Band The Winners zu Hits dieser Olympischen Sommerspiele.

## Fackellauf
Der olympische Fackellauf fand vom 23. August 1988 bis zum 17. September 1988 statt. Das olympische Feuer wurde während einer Zeremonie im antiken Olympia entzündet und dann bis nach Athen getragen, wo es am 25. August dem SLOOC im Panathinaiko-Stadion übergeben wurde. Zwischen dem 25. und 27. August wurde es von Athen mit Zwischenstopp in Bangkok nach Jeju-si transportiert. Dort wurde am Flughafen eine 90-minütige Willkommenszeremonie abgehalten. Anschließend begann der Fackellauf über 4168 Kilometer von Cheju nach Seoul, der 22 Tage dauerte. Dort wurde am 17. September als Teil der Eröffnungszeremonie der Fackellauf beendet und das olympische Feuer entzündet.
Am Fackellauf waren insgesamt 20.899 Läufer beteiligt. Das Feuer wurde zudem auch per Pferd und Boot transportiert. Er wurde zusätzlich von Künstler- und Tänzergruppen begleitet, die in den Städten, durch die der Fackellauf führte, unter anderem koreanische Folklore präsentierten. Die 55 Zentimeter hohe Fackel entwarf Lee Woo-sung.

## Teilnehmer
An den Olympischen Sommerspielen 1988 nahmen insgesamt 8391 Sportler aus 159 Mannschaften teil, davon waren 2194 Frauen. Das bedeutete sowohl für die Anzahl der NOKs als auch für die der Sportler neue Rekorde, die bei den folgenden Olympischen Sommerspielen weiter stiegen. Ein erneuter großer Boykott wie bei den Olympischen Sommerspielen 1980 in Moskau und den Olympischen Sommerspielen 1984 in Los Angeles konnte abgewendet werden, da die Sowjetunion früh, bereits im November 1984, ihre Teilnahme angekündigt hatte. Das IOC verschickte am 17. September 1987 an 167 anerkannte NOKs die Einladung zu den Seouler Spielen. Am 17. Januar 1988, als die Meldefrist auslief, hatten 161 ihr Kommen zugesagt. Albanien, Äthiopien, Kuba, Nicaragua, Nordkorea und die Seychellen ließen die Einladung unbeantwortet. Auch eine Verlängerung der Meldefrist änderte daran nichts. Am 2. September 1988 sagte Nordkorea dann auch offiziell seine Teilnahme ab. Kurz vor Beginn der Spiele sagte auch Madagaskar die Teilnahme ab, so dass letztendlich 159 NOKs in Seoul antraten.
In Seoul nahmen erstmals Aruba, Amerikanisch-Samoa, die Cookinseln, Guam, die Malediven, Vanuatu, St. Vincent und die Grenadinen und der Südjemen an Olympischen Sommerspielen teil. Die Amerikanischen Jungferninseln, Costa Rica, Dschibuti, Indonesien, die Niederländischen Antillen, Senegal und Suriname konnten ihre erste Medaille in der olympischen Geschichte gewinnen.

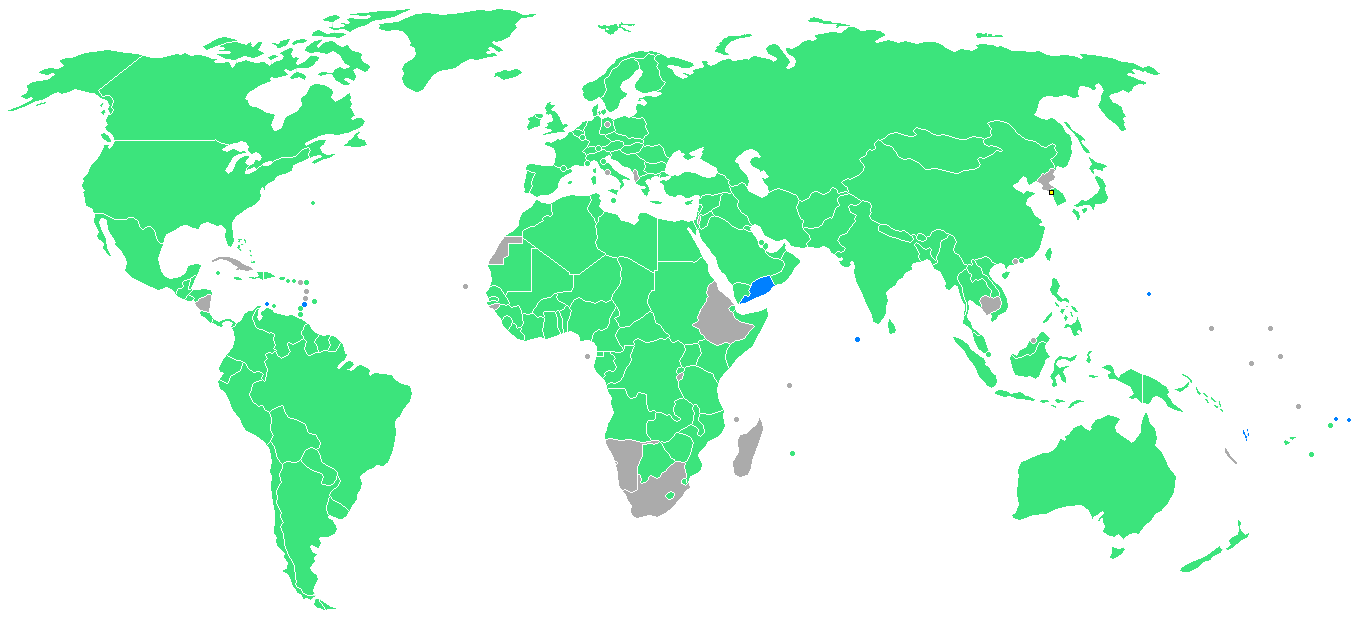
Karte der teilnehmenden Nationen. Grün markierte Länder waren bereits vor Seoul Teilnehmer; blau markiert sind Länder, die ihre Olympiapremiere hatten.

| Europa (4434 Athleten aus 33 Nationen) | Europa (4434 Athleten aus 33 Nationen) | Europa (4434 Athleten aus 33 Nationen) |
| --- | --- | --- |
| - Andorra (3) - Belgien (65) - Bulgarien (186) - Dänemark (92) - DDR (291) - BR Deutschland (404) - Finnland (79) - Frankreich (309) - Griechenland (58) - Großbritannien (369) - Irland (65)                                                                  | - Island (32) - Israel (19) - Italien (286) - Jugoslawien (157) - Liechtenstein (12) - Luxemburg (8) - Malta (9) - Monaco (9) - Niederlande (192) - Norwegen (79) - Österreich (88)                                                | - Polen (152) - Portugal (68) - Rumänien (64) - San Marino (11) - Schweden (205) - Schweiz (109) - Sowjetunion (514) - Spanien (269) - Tschechoslowakei (171) - Türkei (50) - Ungarn (188) - Zypern (9)                               |
| Amerika (1882 Athleten aus 37 Nationen) | | |
| - Amerikanische Jungferninseln (26) - Antigua und Barbuda (16) - Argentinien (125) - Aruba * (8) - Bahamas (17) - Barbados (17) - Belize (10) - Bermuda (13) - Bolivien (7) - Brasilien (171) - Britische Jungferninseln (3) - Cayman Islands (8) - Chile (18) | - Costa Rica (16) - Dominikanische Republik (16) - Ecuador (26) - El Salvador (6) - Grenada (6) - Guatemala (30) - Guyana(8) - Haiti (4) - Honduras (7) - Jamaika (35) - Kanada (379) - Kolumbien (43) - Mexiko (91)               | - Niederländische Antillen (3) - Panama (6) - Paraguay (10) - Peru (22) - Puerto Rico (70) - St. Vincent und die Grenadinen * (6) - Suriname (6) - Trinidad und Tobago (6) - Uruguay (14) - Vereinigte Staaten (615) - Venezuela (18) |
| Asien (1614 Athleten aus 35 Nationen) | | |
| - Afghanistan (5) - Bahrain (11) - Bangladesch (6) - Bhutan (3) - Birma (2) - Brunei (1) - China, Volksrepublik (293) - Chinesisch Taipeh (90) - Hongkong (49) - Indien (46) - Indonesien (31) - Irak (31)                                                     | - Iran (27) - Japan (289) - Jemen, Arab. Rep. (11) - Jemen, DVR * (8) - Jordanien (9) - Katar (12) - Korea, Republik (467) - Kuwait (31) - Laos (3) - Libanon (8) - Malaysia (13) - Malediven * (7)                                | - Mongolei (28) - Nepal (18) - Oman (13) - Pakistan (31) - Philippinen (33) - Saudi-Arabien (14) - Singapur (8) - Sri Lanka (6) - Syrien (16) - Thailand (16) - Verein. Arab. Emirate (12) - Vietnam (12)                             |
| Afrika (762 Athleten aus 43 Nationen) | | |
| - Ägypten (54) - Algerien (46) - Angola (29) - Äquatorialguinea (6) - Benin (7) - Botswana (8) - Burkina Faso (6) - Dschibuti (7) - Elfenbeinküste (32) - Gabun (3) - Gambia (7) - Ghana (18) - Guinea (8) - Kamerun (15) - Kenia (76)                         | - Kongo, Volksrepublik (9) - Lesotho (6) - Liberia (8) - Libyen (6) - Malawi (17) - Malediven (7) - Mali (6) - Marokko (27) - Mauretanien (6) - Mauritius (8) - Mosambik (6) - Niger (8) - Nigeria (76) - Ruanda (6) - Sambia (31) | - Senegal (22) - Sierra Leone (15) - Simbabwe (31) - Somalia (7) - Sudan (8) - Swasiland (11) - Tansania (10) - Togo (6) - Tschad (6) - Tunesien (41) - Uganda (25) - Zaire (15) - Zentralafrikanische Republik (16)                  |
| Ozeanien (486 Athleten aus 11 Nationen) | | |
| - Amerikanisch-Samoa * (6) - Australien (295) - Cookinseln * (6) - Fidschi (24) | - Guam * (20) - Neuseeland (93) - Papua-Neuguinea (12) - Salomonen (7) | - Tonga (6) - Vanuatu * (6) - Westsamoa (11) |
| (Anzahl der Athleten) * erstmalige Teilnahme an Sommerspielen | | |

## Zeremonien

### Eröffnungsfeier

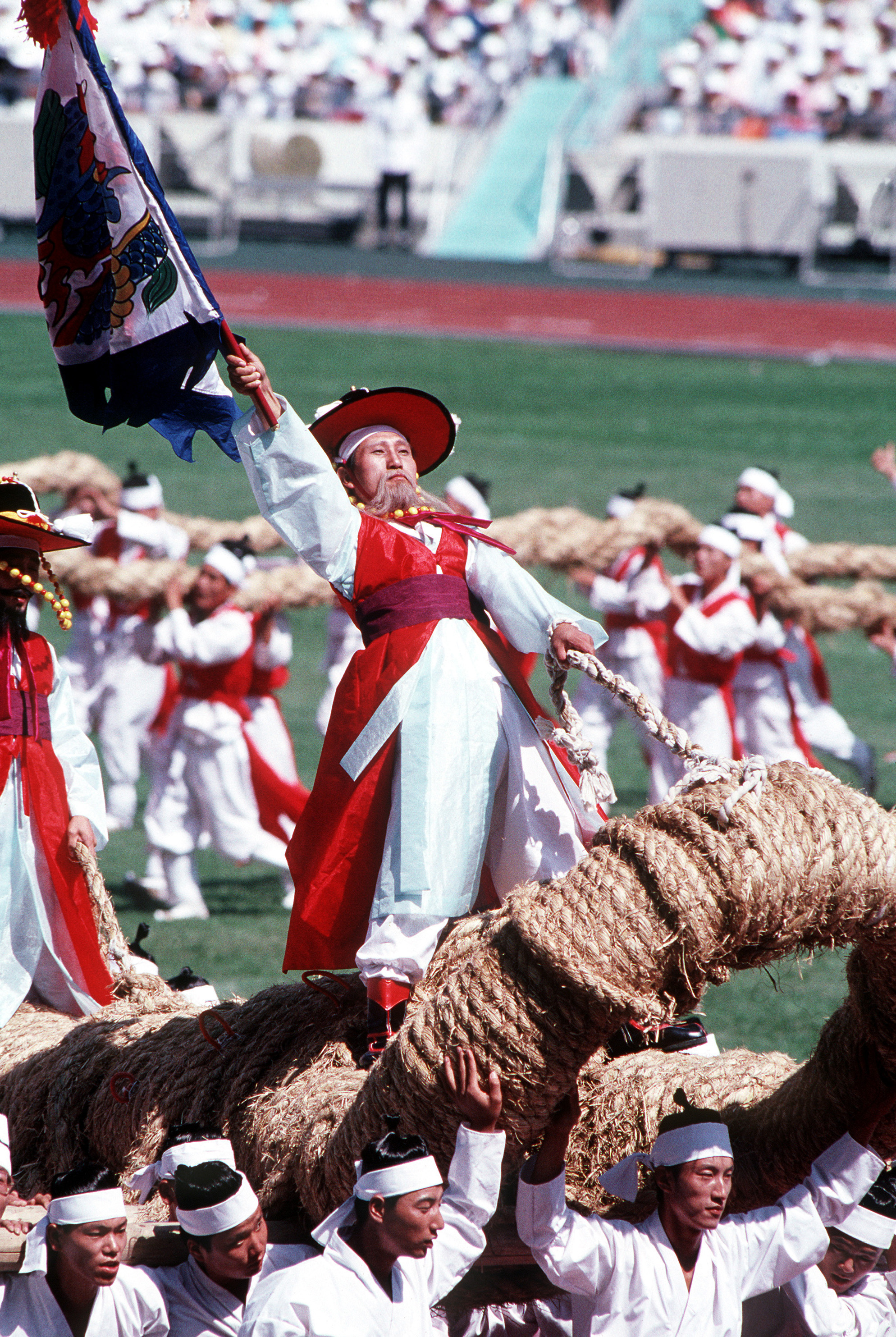
Ein südkoreanischer Tänzer mit Flagge während der Eröffnungsfeier

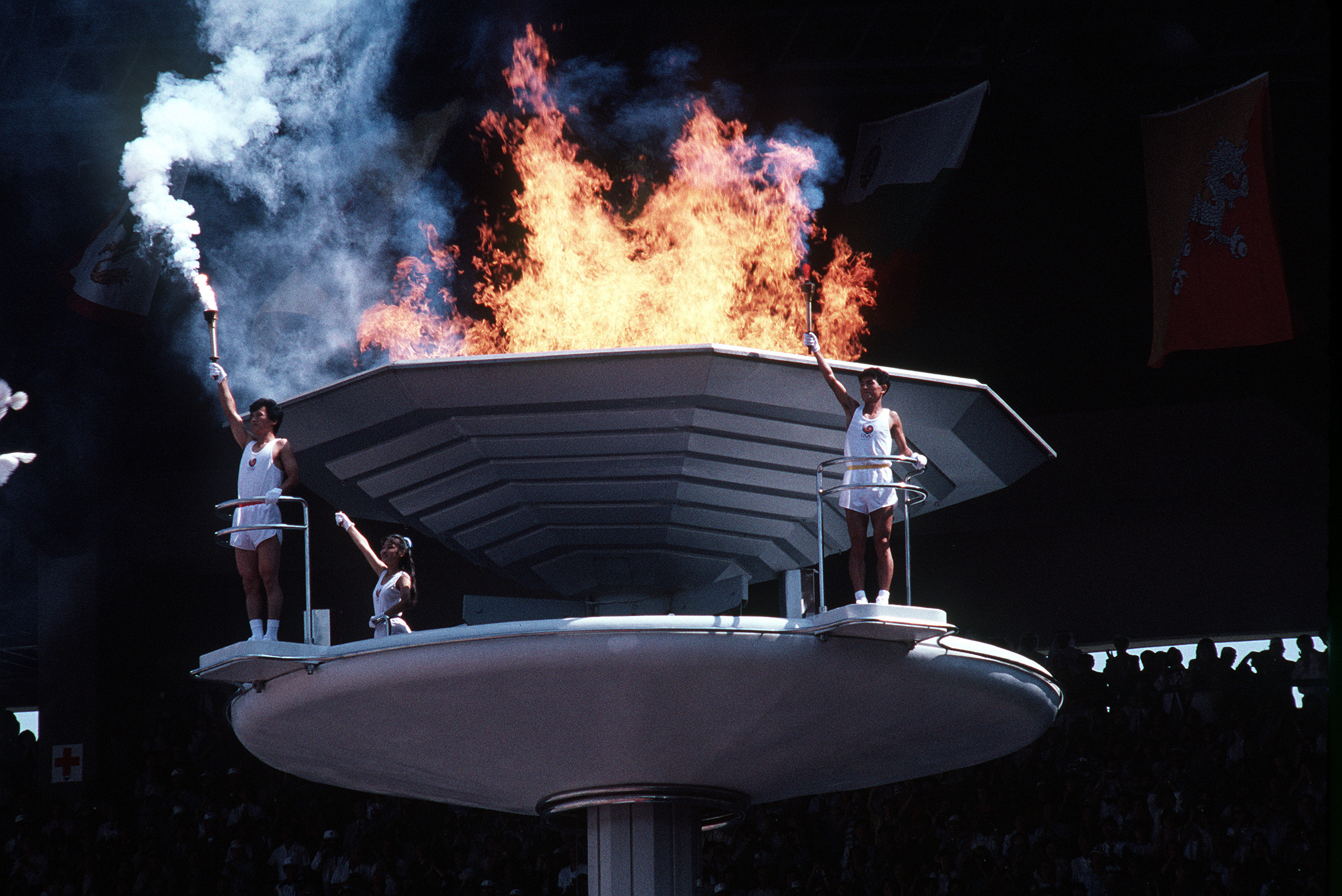
Entzündung des olympischen Feuers durch Kim Won-tak, Chong Son-man und Son Mi-jong

Die Eröffnungsfeier fand am 17. September 1988 vormittags im Olympiastadion Seoul statt. An der etwa 180 Minuten dauernden Veranstaltung waren 13.625 Darsteller und Statisten in 15 Programmpunkten beteiligt. Die Feier gliederte sich in drei Teile: Der offizielle Teil war von kulturellen Präsentationen im Vor- und Nachspiel umgeben. Zu Beginn der Veranstaltung konnten die Zuschauer auf der Videotafel des Stadions eine Schiffsprozession auf dem Han-Fluss verfolgen. Im Anschluss daran stieg von der Spitze des „Weltbaums“ in der Mitte des Stadions eine Sonne in den Himmel, der dann der 29 Meter hohe Baum folgte. Als nächster Programmpunkt tanzten jeweils 44 Südkoreanerinnen und 44 Griechinnen unter dem Motto „Heaven, Earth and Men“ und symbolisierten die Einheit von Himmel und Erde und die Einheit von Ost und West. Weitere 1500 Tänzer formten den Schriftzug „Welcome“ (dt. „Willkommen“).
Im Anschluss daran fand der offizielle Teil der Eröffnungsfeier statt. Der südkoreanische Präsident Roh Tae-woo und Mitglieder des Organisationskomitees betraten das Stadion. Tänzer bildeten das Logo, Fahnen mit dem Logo und den olympischen Ringen wurden hereingetragen. Dann folgte der Einmarsch der Nationen. Als erste Mannschaft lief Griechenland ein, es folgten die anderen Mannschaften in der Reihenfolge des koreanischen Alphabetes. Als letztes marschierte die Gastgebernation ein.
Fahnenträger der Mannschaft der BRD war der Reiter Reiner Klimke, für die DDR-Mannschaft übernahm der Kugelstoßer Ulf Timmermann diese Position. Österreichs Fahne wurde vom Segler Hubert Raudaschl getragen, die Leichtathletin Cornelia Bürki führte die Olympiamannschaft der Schweiz als Fahnenträgerin an.
Nach dem Einmarsch hielt der SLOOC-Präsident Park Seh-jik eine Rede und der IOC-Präsident Juan Antonio Samaranch verkündete seine Willkommensbotschaft. Danach erklärte der südkoreanische Präsident die Spiele für eröffnet. Acht frühere südkoreanische Medaillengewinner bei Olympischen Spielen trugen die olympische Flagge in das Stadion. Während sie zu den Klängen der Olympiahymne gehisst wurde, ließ man Tauben als Friedenssymbole in die Luft aufsteigen. Anschließend wurde das olympische Feuer von Sohn Kee-chung ins Stadion getragen, dort von Im Chun-he einmal um die Runde getragen und dann an Kim Won-tak (Langstreckenläufer), Chong Son-man (Lehrer) und Son Mi-jong (Tanz-Studentin) übergeben, die zusammen den Himmel, die Erde und die Menschheit symbolisieren sollten. Sie fuhren mit einem Lift in die Höhe und entzündeten das Feuer. Anschließend wurden von den Athleten Huh Jae und Son Mi-na und dem Kampfrichter Lee Hak-rea die olympischen Eide gesprochen. Mit dem Singen der südkoreanischen Hymne endete der offizielle Teil und die Athleten verließen das Stadion.
An den offiziellen Teil schloss sich ein weiterer Showteil an. Während 800 Tänzer verschiedene Choreografien präsentierten, landeten 52 internationale und 22 südkoreanische Fallschirmspringer im Stadion. 1450 Schüler und Schülerinnen führten einen Blumentanz vor, der die Harmonie von Himmel und Erde symbolisieren sollte. Tänzer mit über 800 Masken aus verschiedenen Ländern der Erde zeigten den Beginn des Chaos und von Konflikten. Zeitgleich erschienen über dem Dach des Stadions 20 große Ballons in Maskenform. Ein am Tag der Entscheidung für Seoul als Austragungsort geborenes Kind rollte verkleidet als das Maskottchen einen Reifen in das Stadion, der für Harmonie und die olympischen Ringe stand. Zum Ende der Veranstaltung marschierten unter anderem die Maskottchen früherer Olympischer Spiele und Tanzgruppen aus verschiedenen Ländern ein. Anschließend kamen zum Abschluss alle Mitwirkenden an der Veranstaltung im Stadion zusammen.
Bei dieser Eröffnungsfeier wurden letztmals weiße Tauben als Friedenssymbol freigelassen. Da einige von ihnen in der Schale des olympischen Feuers bei dessen Entzündung verbrannten, stellte man die Taube als Symbol bei den folgenden Olympischen Spielen nur noch in Choreographien oder Bildern dar.

### Schlussfeier

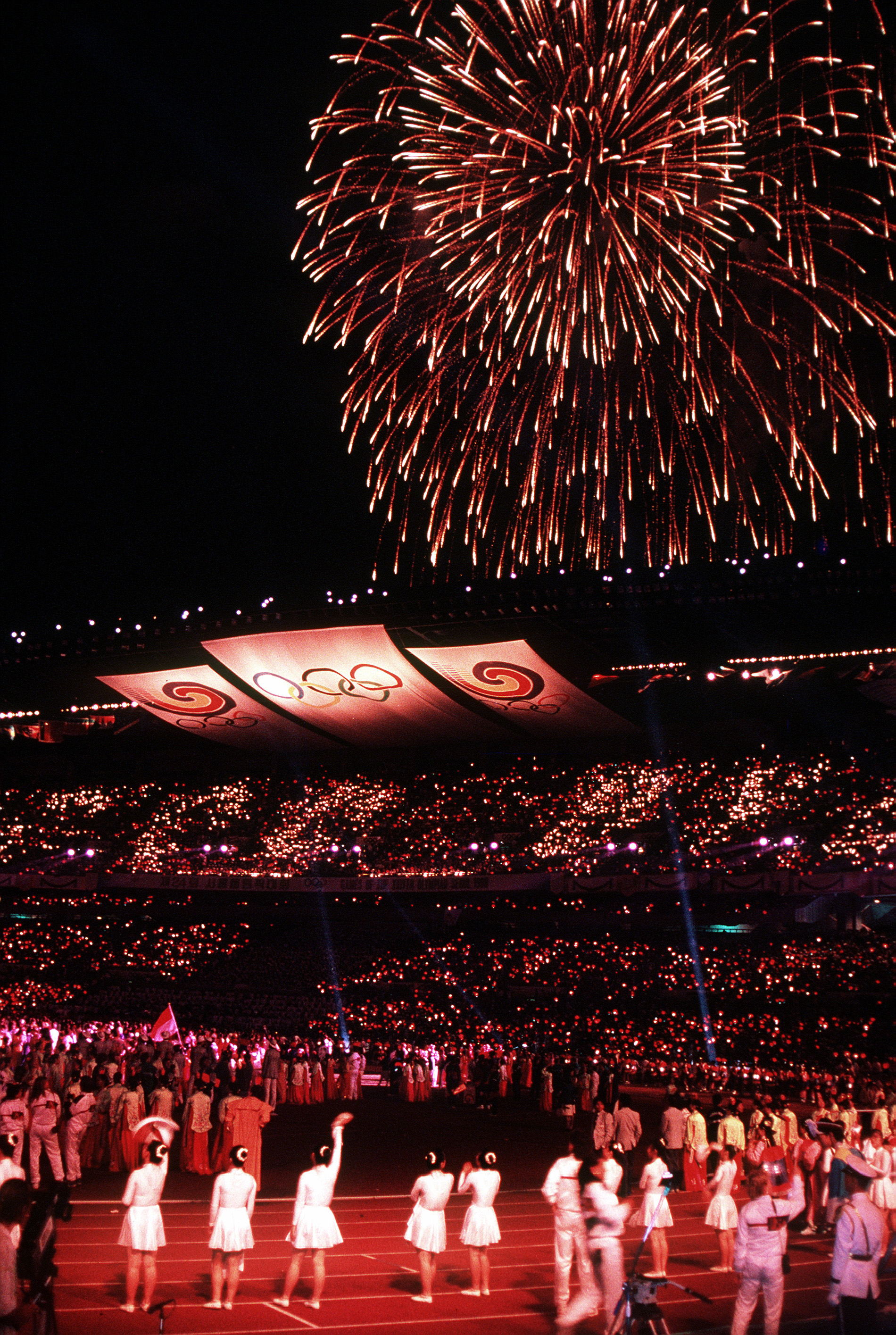
Feuerwerk zum Ende der Abschlussfeier

Die Schlussfeier fand am Abend des 2. Oktober 1988 im Seouler Olympiastadion statt. Zu Beginn wurde zur Musik von Landwirtschaftsstudenten ein Tanz, der die Freundschaft der vergangenen 16 Tage symbolisierte, dargeboten. Anschließend hießen die Darsteller die Sportler im Stadion willkommen, die 150 Flaggenträgern folgten. Die Flaggen Griechenlands, Südkoreas und des nächsten Austragungslandes Spanien wurden zur jeweiligen Hymne gehisst. Es folgte ein weiterer kleiner Showteil, in dem unter anderem 150 Flaggenträger mit sechs Meter hohen Flaggen die Segel eines Bootes darstellten, während blau gekleidete Tänzer Wellen imitierten. Daran anschließend hielt der Präsident des Organisationskomitees Park Seh-jik die Abschlussansprache, in der er sich für die erfolgreiche Ausrichtung der Sommerspiele bedankte. Es folgte eine kurze Ansprache des IOC-Präsidenten Samaranch, der sich beim Organisationskomitee und bei Südkorea bedankte und die Einladung nach Barcelona aussprach.
Nach diesen Ansprachen überreichte der Bürgermeister Seouls Kim Yong-nae die olympische Flagge an den Präsidenten des IOC und dieser gab sie an Pasqual Maragall, den Bürgermeister Barcelonas, weiter. Es folgte eine kurze Präsentation des nächsten Gastgebers mit spanischen Tänzern. Dann wurde die olympische Flagge zum Klang der olympischen Hymne eingeholt. Während die Flagge aus dem Stadion getragen wurde, erlosch das olympische Feuer. Zum letzten Programmpunkt der Veranstaltung erklang eine Bambusflöte und es erschienen Statisten mit Seidenlaternen. Zum Abschluss gab es ein großes Feuerwerk.

## Wettkampfprogramm
In Seoul gab es in 23 Sportarten/31 Disziplinen insgesamt 237 Entscheidungen (154 für Männer, 72 für Frauen und 11 offene Wettbewerbe). Das waren 16 Wettbewerbe und 2 Sportarten/2 Disziplinen mehr als in Los Angeles 1984. Daneben gab es die Demonstrationssportarten Baseball, Taekwondo und Judo für Frauen. Als Vorführungen waren Badminton, Bowling und Rollstuhlrennen zu sehen.
Insgesamt 3.439.127 Zuschauer verfolgten die Wettkämpfe und Zeremonien. Das Fußballturnier war mit einem Zuschauerschnitt von 18.978 und insgesamt 607.306 Zuschauern am populärsten, gefolgt von der Leichtathletik mit insgesamt 478.524 Zuschauern. Die Segelwettbewerbe mussten wegen Problemen mit der Wasserqualität weiter vor die Küste verlegt werden, sodass keine Zuschauer anwesend sein konnten.
Nachfolgend die Änderungen zu den vorherigen Olympischen Sommerspielen im Detail:
- Im Bogenschießen kam jeweils für Männer und Frauen ein Mannschaftswettkampf hinzu.
- Im Judo entfiel die Offene Gewichtsklasse für Männer.
- In der Leichtathletik erweiterte man das Programm bei den Frauen um die 10.000 m.
- Im Bahnradsport traten zum ersten Mal Frauen im Sprint an.
- Beim Rudern ersetzte der Doppelvierer den Doppelvierer mit Steuerfrau bei den Frauen.
- Beim Schießen wurde die Luftpistole für Männer und Frauen eingeführt.
- Beim Schwimmen wurde das Programm um die 50 m Freistil für Männer und Frauen erweitert.
- Im Segeln wurde die offene Bootsklasse Finn-Dinghy in eine Männerklasse umgewandelt – die offene Bootsklasse 470er wurde in je einen Wettkampf für Männer und Frauen gesplittet. Im Windsurfing ersetzte Lechner A-390 das Bord Windglider bei den Männern.
- Tennis wurde wieder ins olympische Programm aufgenommen. Je zwei Einzel und Doppel für Männer und Frauen. Tennis war bis 1924 bereits olympisch gewesen.
- Tischtennis wurde mit je zwei Einzel und Doppel für Männer und Frauen olympisch.

### Olympische Sportarten/Disziplinen
- Basketball Gesamt (2) = Männer (1)/Frauen (1)
- Bogenschießen Gesamt (4) = Männer (2)/Frauen (2)
- Boxen Gesamt (12) = Männer (12)
- Fechten Gesamt (8) = Männer (6)/Frauen (2)
- Fußball Gesamt (1) = Männer (1)
- Gewichtheben Gesamt (10) = Männer (10)
- Handball Gesamt (2) = Männer (1)/Frauen (1)
- Hockey Gesamt (2) = Männer (1)/Frauen (1)
- Judo Gesamt (7) = Männer (7)
- Kanu Gesamt (12) = Männer (9)/Frauen (3)
- Leichtathletik Gesamt (42) = Männer (24)/Frauen (18)
- Moderner Fünfkampf Gesamt (2) = Männer (2)
- Radsport
  -  Bahn Gesamt (6) = Männer (5)/Frauen (1)
  -  Straße Gesamt (3) = Männer (2)/Frauen (1)
- Reiten
  -  Dressur Gesamt (2) = Offen (2)
  -  Springen Gesamt (2) = Offen (2)
  -  Vielseitigkeit Gesamt (2) = Offen (2)
- Ringen
  -  Freistil Gesamt (10) = Männer (10)
  -  Griechisch-römisch Gesamt (10) = Männer (10)
- Rudern Gesamt (14) = Männer (8)/Frauen (6)
- Schießen Gesamt (13) = Männer (8)/Frauen (4)/Offen (1)
- Schwimmsport
  -  Schwimmen Gesamt (31) = Männer (16)/Frauen (15)
  -  Synchronschwimmen Gesamt (2) = Frauen (2)
  -  Wasserball Gesamt (1) = Männer (1)
  -  Wasserspringen Gesamt (4) = Männer (2)/Frauen (2)
- Segeln Gesamt (8) = Männer (3)/Frauen (1)/Offen (4)
- Tennis Gesamt (4) = Männer (2)/Frauen (2)
- Tischtennis Gesamt (4) = Männer (2)/Frauen (2)
- Turnsport
  -  Kunstturnen Gesamt (14) = Männer (8)/Frauen (6)
  -  Rhythmische Sportgymnastik Gesamt (1) = Frauen (1)
- Volleyball Gesamt (2) = Männer (1)/Frauen (1)

Anzahl der Wettkämpfe in Klammern

### Zeitplan
| Zeitplan                  | Zeitplan                   | Zeitplan  | Zeitplan  | Zeitplan  | Zeitplan  | Zeitplan  | Zeitplan  | Zeitplan  | Zeitplan  | Zeitplan  | Zeitplan  | Zeitplan  | Zeitplan  | Zeitplan  | Zeitplan  | Zeitplan | Zeitplan | Zeitplan           | Zeitplan  |
| Disziplin                 | Disziplin                  | Sa. 17.   | So. 18.   | Mo. 19.   | Di. 20.   | Mi. 21.   | Do. 22.   | Fr. 23.   | Sa. 24.   | So. 25.   | Mo. 26.   | Di. 27.   | Mi. 28.   | Do. 29.   | Fr. 30.   | Sa. 1.   | So. 2.   | Ent- schei- dungen | Zuschauer |
| Disziplin                 | Disziplin                  | September | September | September | September | September | September | September | September | September | September | September | September | September | September | Oktober  | Oktober  | Ent- schei- dungen | Zuschauer |
| ------------------------- | -------------------------- | --------- | --------- | --------- | --------- | --------- | --------- | --------- | --------- | --------- | --------- | --------- | --------- | --------- | --------- | -------- | -------- | ------------------ | --------- |
| Eröffnungsfeier           | Eröffnungsfeier            |           |           |           |           |           |           |           |           |           |           |           |           |           |           |          |          |                    | 53.067    |
| Basketball                | Basketball                 |           |           |           |           |           |           |           |           |           |           |           |           | 1         | 1         |          |          | 2                  | 139.125   |
| Bogenschießen             | Bogenschießen              |           |           |           |           |           |           |           |           |           |           |           |           |           | 2         | 2        |          | 4                  | 6.339     |
| Boxen                     | Boxen                      |           |           |           |           |           |           |           |           |           |           |           |           |           |           | 6        | 6        | 12                 | 129.449   |
| Fechten                   | Fechten                    |           |           |           |           | 1         | 1         | 1         | 1         |           |           | 1         | 1         | 1         | 1         |          |          | 8                  | 46.973    |
| Fußball                   | Fußball                    |           |           |           |           |           |           |           |           |           |           |           |           |           |           | 1        |          | 1                  | 607.306   |
| Gewichtheben              | Gewichtheben               |           | 1         | 1         | 1         | 1         | 1         |           | 1         | 1         | 1         | 1         |           | 1         |           |          |          | 10                 | 45.704    |
| Handball                  | Handball                   |           |           |           |           |           |           |           |           |           |           |           |           | 1         |           | 1        |          | 2                  | 91.946    |
| Hockey                    | Hockey                     |           |           |           |           |           |           |           |           |           |           |           |           |           | 1         | 1        |          | 2                  | 156.947   |
| Judo                      | Judo                       |           |           |           |           |           |           |           |           | 1         | 1         | 1         | 1         | 1         | 1         | 1        |          | 7                  | 41.790    |
| Kanu                      | Kanu                       |           |           |           |           |           |           |           |           |           |           |           |           |           | 6         | 6        |          | 12                 | 63.836    |
| Leichtathletik            | Leichtathletik             |           |           |           |           |           |           | 3         | 3         | 5         | 8         |           | 4         | 4         | 5         | 9        | 1        | 32                 | 478.524   |
| Moderner Fünfkampf        | Moderner Fünfkampf         |           |           |           |           |           | 2         |           |           |           |           |           |           |           |           |          |          | 2                  | 15.330    |
| Radsport                  | Bahn                       |           |           |           | 1         |           | 1         |           | 4         |           |           |           |           |           |           |          |          | 6                  | 30.370    |
| Radsport                  | Straße                     |           | 1         |           |           |           |           |           |           |           | 1         | 1         |           |           |           |          |          | 3                  | 30.370    |
| Reitsport                 | Dressur                    |           |           |           |           |           |           |           |           | 1         |           | 1         |           |           |           |          |          | 2                  | 86.249    |
| Reitsport                 | Springen                   |           |           |           |           |           |           |           |           |           |           |           | 1         |           |           |          | 1        | 2                  | 86.249    |
| Reitsport                 | Vielseitigkeit             |           |           |           |           |           | 2         |           |           |           |           |           |           |           |           |          |          | 2                  | 86.249    |
| Ringen                    | Freistil                   |           |           |           |           |           |           |           |           |           |           |           |           | 3         | 3         | 4        |          | 10                 | 55.918    |
| Ringen                    | Griech.-röm.               |           |           |           | 3         | 4         | 3         |           |           |           |           |           |           |           |           |          |          | 10                 | 55.918    |
| Rudern                    | Rudern                     |           |           |           |           |           |           |           | 7         | 7         |           |           |           |           |           |          |          | 14                 | 68.982    |
| Schießen                  | Schießen                   |           | 2         | 2         | 2         | 2         | 1         | 2         | 2         |           |           |           |           |           |           |          |          | 13                 | 9.146     |
| Schwimmsport              | Schwimmen                  |           |           | 4         |           | 5         | 5         | 5         | 6         | 6         |           |           |           |           |           |          |          | 31                 | 149.486   |
| Schwimmsport              | Synchronschwimmen          |           |           |           |           |           |           |           |           |           |           |           |           |           | 1         | 1        |          | 2                  | 149.486   |
| Schwimmsport              | Wasserball                 |           |           |           |           |           |           |           |           |           |           |           |           |           |           | 1        |          | 1                  | 149.486   |
| Schwimmsport              | Wasserspringen             |           | 1         |           | 1         |           |           |           |           | 1         |           | 1         |           |           |           |          |          | 4                  | 149.486   |
| Segeln                    | Segeln                     |           |           |           |           |           |           |           |           |           |           | 8         |           |           |           |          |          | 8                  |           |
| Tennis                    | Tennis                     |           |           |           |           |           |           |           |           |           |           |           |           |           | 2         | 2        |          | 4                  | 111.765   |
| Tischtennis               | Tischtennis                |           |           |           |           |           |           |           |           |           |           |           |           |           | 2         | 2        |          | 4                  | 32.655    |
| Turnsport                 | Kunstturnen                |           |           |           | 1         | 1         | 1         | 1         | 6         | 4         |           |           |           |           |           |          |          | 14                 | 154.616   |
| Turnsport                 | Rhythmische Sportgymnastik |           |           |           |           |           |           |           |           |           |           |           |           |           | 1         |          |          | 1                  | 154.616   |
| Volleyball                | Volleyball                 |           |           |           |           |           |           |           |           |           |           |           |           | 1         |           |          | 1        | 2                  | 183.306   |
| Schlussfeier              | Schlussfeier               |           |           |           |           |           |           |           |           |           |           |           |           |           |           |          |          |                    | 54.301    |
| Demonstrationswettbewerbe |                            |           |           |           |           |           |           |           |           |           |           |           |           |           |           |          |          |                    |           |
| Badminton                 | Badminton                  |           |           | 5         |           |           |           |           |           |           |           |           |           |           |           |          |          |                    | 133.183   |
| Baseball                  | Baseball                   |           |           |           |           |           |           |           |           |           |           | 1         |           |           |           |          |          |                    | 133.183   |
| Bowling                   | Bowling                    |           | 2         |           |           |           |           |           |           |           |           |           |           |           |           |          |          |                    | 133.183   |
| Judo Frauen               | Judo Frauen                |           |           |           |           |           |           |           |           | 1         | 1         | 1         | 1         | 1         | 1         | 1        |          |                    | 133.183   |
| Rollstuhl-Leichtathletik  | Rollstuhl-Leichtathletik   |           |           |           |           |           |           |           |           |           |           |           |           |           | 2         |          |          |                    | 133.183   |
| Taekwondo                 | Taekwondo                  | 4         | 4         | 4         | 4         |           |           |           |           |           |           |           |           |           |           |          |          |                    | 133.183   |
| Entscheidungen            | Entscheidungen             |           | 5         | 7         | 9         | 13        | 18        | 12        | 30        | 26        | 11        | 14        | 7         | 13        | 26        | 37       | 9        | 237                |           |
|                           |                            | Sa. 17.   | So. 18.   | Mo. 19.   | Di. 20.   | Mi. 21.   | Do. 22.   | Fr. 23.   | Sa. 24.   | So. 25.   | Mo. 26.   | Di. 27.   | Mi. 28.   | Do. 29.   | Fr. 30.   | Sa. 1.   | So. 2.   |                    |           |
| September                 | September                  | September | September | September | September | September | September | September | September | September | September | September | September | Oktober   | Oktober   |          |          |                    |           |

Farblegende

## Wettbewerbe

### Basketball

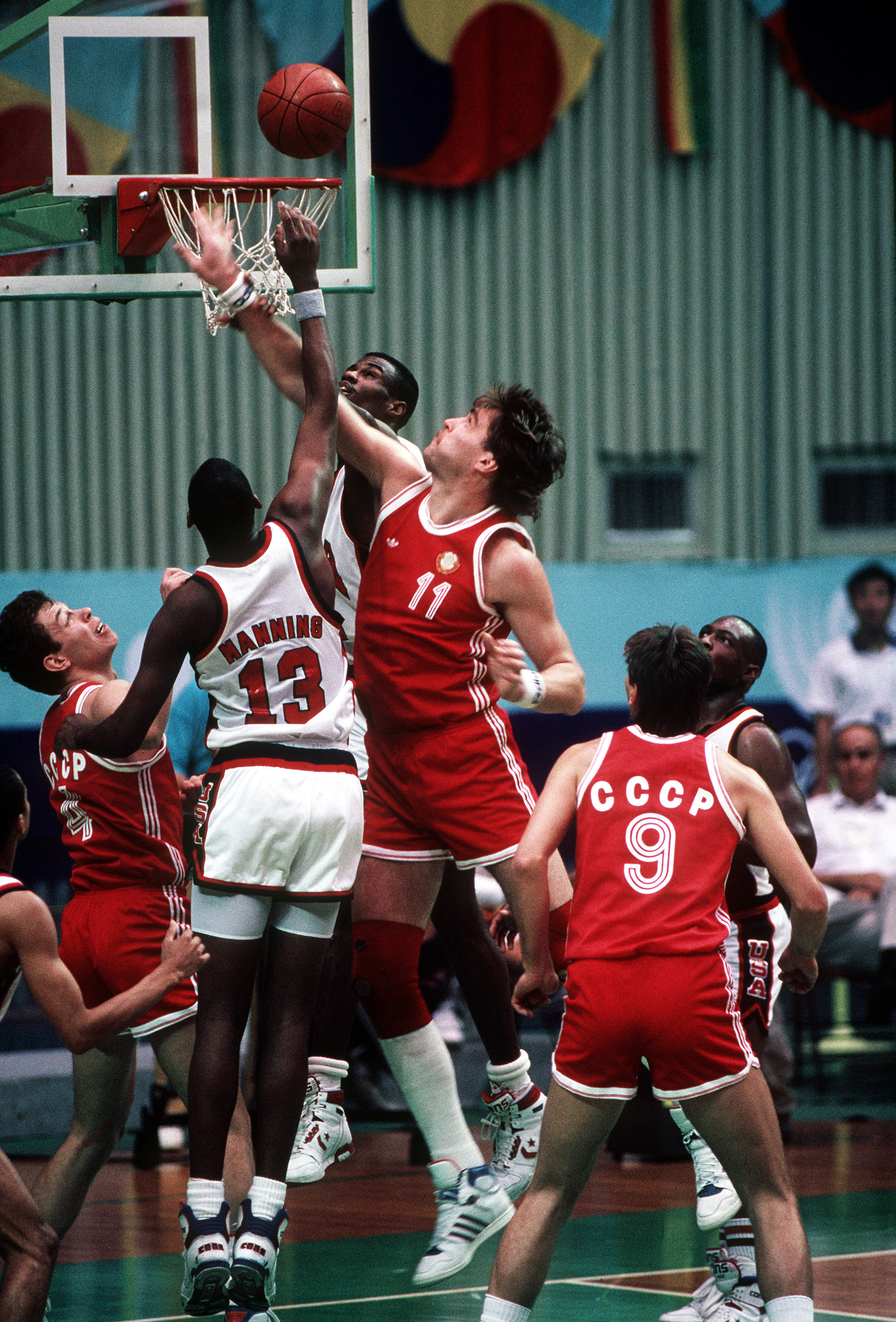
Das Aufeinandertreffen der Mannschaften aus den USA und der UdSSR im Halbfinale des Männerturniers

Bei den Olympischen Sommerspielen 1988 wurde je ein Basketballturnier der Herren und Damen ausgetragen. Am Herrenturnier nahmen zwölf Mannschaften teil, an jenem der Damen acht. Besondere Beachtung fanden die ersten Aufeinandertreffen der Mannschaften aus den USA und der UdSSR nach zwölf Jahren. Bei den Herren fand diese Begegnung im Halbfinale statt, wo die USA der UdSSR mit 76:82 unterlagen. Als zweites Team konnte sich Jugoslawien für das Finale qualifizieren. Die Goldmedaille ging an die Mannschaft der Sowjetunion, die mit 76:63 das Finale gewann und damit ihren Erfolg von 1972 in München wiederholte. Zur Mannschaft gehörten unter anderem Šarūnas Marčiulionis und Rimas Kurtinaitis. Silber gewann das Team von Jugoslawien, Bronze die Mannschaft der USA, die im Spiel um Platz drei Australien mit 78:49 bezwang.
Bei den Damen ging das Duell der Supermächte im Halbfinale andersherum aus und die USA setzten sich mit 102:88 gegen die UdSSR durch. Im Finale gewann das US-Team mit 77:70 gegen die Mannschaft aus Jugoslawien und holte damit Gold. Besonderen Anteil an diesem Sieg hatte die Center-Spielerin Anne Donovan. Ein weiteres Teammitglied war Teresa Edwards, die eine ihrer insgesamt vier olympischen Goldmedaillen gewann. Bronze gewann die Mannschaft der UdSSR, die im kleinen Finale Australien mit 68:53 besiegte. Trotz des schlechten Abschneidens der Gastgebermannschaften – die Herren erreichten Platz neun, die Damen Platz sieben – erfreute sich das Basketballturnier eines hohen Zuschauerinteresses, was zu einer Auslastung von über 90 % führte.

### Bogenschießen
In Seoul wurden erstmals neben den Einzelwettbewerben auch Teamwettbewerbe im Bogenschießen ausgetragen. Zudem wurden die Wettbewerbe von der großen FITA-Runde auf die Doppelrunde umgestellt. Die vom 27. September bis zum 1. Oktober ausgetragenen Wettbewerbe wurden von Südkorea dominiert. Neben Kim Soo-nyung, die mit 344 Punkten im Finale und insgesamt 2683 Punkten vor ihren beiden Mannschaftskolleginnen Wang Hee-kyung und Yun Young-sook Gold im Einzel gewann, gingen auch beide Mannschaftsgoldmedaillen an Südkorea. Mit dem Gewinn des Einzel- und Mannschaftsgoldes wurde die junge Kim Soo-nyung erste südkoreanische Doppelolympiasiegerin der Geschichte und erzielte im Einzel zudem olympischen Rekord und Weltrekord. Im Finale des Männereinzels lag der Südkoreaner Park Sung-soo zeitweise in Führung, unterlag letztendlich aber dem Amerikaner Jay Barrs und gewann damit die Silbermedaille vor Wladimir Jeschejew aus der UdSSR.

### Boxen
Beim Boxen wurden Titel in zwölf Gewichtsklassen vergeben und mit insgesamt 412 Boxern ein neuer Teilnehmerrekord aufgestellt. Die erfolgreichste Nation waren die USA, die drei Goldmedaillen im Bantam-, Leichtschwer- und Schwergewicht verbuchen konnten. Jeweils zwei Goldmedaillen erreichten Südkorea und die Deutsche Demokratische Republik, für die Andreas Zülow im Leicht- und Henry Maske im Mittelgewicht gewannen.
Um südkoreanische Boxer kam es zu zwei kontroversen Vorfällen. Als in der zweiten Runde im Bantamgewicht Byun Jong-il dem Bulgaren Aleksandar Christow unterlag, warf dieser den Kampfrichtern Undankbarkeit vor. Südkoreanische Offizielle stürmten den Boxring und es kam zum Tumult. Byun blieb 67 Minuten im Ring sitzen und brach damit den 1964 in Tokio aufgestellten Protestrekord. Im Anschluss wurden fünf südkoreanische Funktionäre für zwei Jahre gesperrt und Südkorea für ein Jahr die Ausrichtung internationaler Boxwettkämpfe untersagt. Im Halbweltergewicht kam es beim Kampf zwischen Chun Jin-chul und dem Amerikaner Todd Foster zu einem Zwischenfall, als Chun die Glocke des Nachbarrings als Signal für das Ende der Runde ansah und dann k. o. ging. Dieses Ergebnis wurde annulliert und ein neuer Kampf angesetzt, den der Südkoreaner aber ebenfalls verlor.
Daneben gab es eine Reihe weiterer Skandale um die Entscheidungen der Kampfrichter. So wird etwa der Sieg des Südkoreaners Park Si-hun im Halbmittelgewicht allein den Kampfrichterentscheidungen zugeschrieben. Bereits in der ersten Runde hätte der Ringrichter Park wegen ständigen Klammerns disqualifizieren müssen. Ebenso umstritten ist sein 5:0-Punktsieg im Achtelfinale gegen den ostdeutschen Torsten Schmitz. Im Finale gewann Park ungerechtfertigterweise gegen den Amerikaner Roy Jones mit 3:2, obwohl die Auswertung der Fernsehbilder ergab, dass Jones deutlich mehr Treffer gesetzt hatte als der Südkoreaner. Als eine Art der Wiedergutmachung kann deshalb die Verleihung des Val-Barker-Pokal für den technisch besten Boxer an Roy Jones verstanden werden, obwohl eigentlich Henry Maske der technisch herausragende Boxer in Seoul war. Nach den Spielen wurden mehrere Kampfrichter gesperrt und sechs Südkoreanern die weitere Betätigung im Amateurboxen untersagt. Als Folge der Seouler Vorfälle wurde zu den Olympischen Sommerspielen 1992 in Barcelona ein Boxcomputer eingeführt, der die Kampfrichterleistung zusätzlich objektivieren sollte. Trotzdem wurden aufgrund der verkrusteten Funktionärsstrukturen keine einschneidenden Reformen vorgenommen.

### Fechten
Europäische Länder dominierten die sechs Männer- und zwei Frauenwettbewerbe im Fechten und machten alle Medaillen untereinander aus. Die Südkoreaner, die bei den Seouler Asienspielen vier der acht Titel gewonnen hatten, nahmen zwar an allen Wettbewerben teil, konnten jedoch kein Finale erreichen. Die erfolgreichste Nation im Fechten war die Bundesrepublik Deutschland. Insgesamt gewannen westdeutsche Athleten drei Gold-, drei Silber- und eine Bronzemedaille. Herausragend war dabei der Dreifachsieg von Anja Fichtel, Sabine Bau und Zita Funkenhauser im Floretteinzel. Alle drei gewannen zudem mit der Mannschaft die Goldmedaille. Arnd Schmitt siegte im Degenwettbewerb der Herren. Die zweiterfolgreichste Nation war Frankreich mit zwei Gold- und einer Silbermedaille vor der UdSSR mit einer Gold-, einer Silber- und drei Bronzemedaillen. Im Floretteinzel der Herren gewann Udo Wagner aus der DDR Silber und damit die einzige olympische Fechtmedaille für die DDR überhaupt.

### Fußball
Am olympischen Fußballturnier nahmen 16 Mannschaften teil, von denen sich 15 qualifizieren mussten, während Südkorea als Gastgeberland gesetzt war. An der Qualifikation waren 115 Mannschaften beteiligt. Die Spiele des Turniers wurden in Seoul, Busan, Daegu, Gwangju und Daejeon ausgetragen. Als Gruppensieger zogen Schweden, Sambia, die UdSSR und Brasilien in die K.-o.-Spiele ein. Hinzu kamen die Gruppenzweiten BRD, Italien, Argentinien und Australien. In den Halbfinals setzten sich die UdSSR, die mit 2:1 Italien besiegte, und die brasilianische Mannschaft, die die deutsche Olympiamannschaft, der unter anderem Jürgen Klinsmann, Thomas Häßler und Oliver Reck angehörten, im Elfmeterschießen bezwang, durch. Sie bestritten das Finale, das mit einem 2:1-Sieg für die UdSSR endete. Im Spiel um Bronze gewann das bundesdeutsche Team mit 3:0. Die deutsche Mannschaft erhielt zudem die Fair-Play-Trophy als fairste Mannschaft im Turnier.

### Gewichtheben
Die Wettbewerbe im Gewichtheben wurden in zehn Gewichtsklassen ausgetragen. Die dominierende Nation war die UdSSR, die in sechs der zehn Gewichtsklassen Goldmedaillen gewann. Es folgten Bulgarien mit zwei Gold- und die DDR und die Türkei mit jeweils einer Goldmedaille. Am zweiten Wettbewerbstag wurde der erste Dopingfall aufgedeckt und dem Bulgaren Mitko Grablew Gold in der Klasse bis 56 Kilogramm aberkannt. Es folgten vier weitere Dopingfälle, wobei einem weiteren Bulgaren Gold und einem Ungarn Silber aberkannt wurden. Erst infolge der Disqualifikation des Siegers in der Klasse bis 67,5 Kilogramm erhielt der DDR-Gewichtheber Joachim Kunz die Goldmedaille. Im Federgewicht gewann der Türke Naim Süleymanoğlu die Goldmedaille. Diesen Titel konnte er sowohl bei den Sommerspielen 1992 in Barcelona als auch bei den Sommerspielen 1996 in Atlanta verteidigen. Insgesamt wurden in Seoul in drei Gewichtsklassen neue Weltrekorde aufgestellt.

### Handball

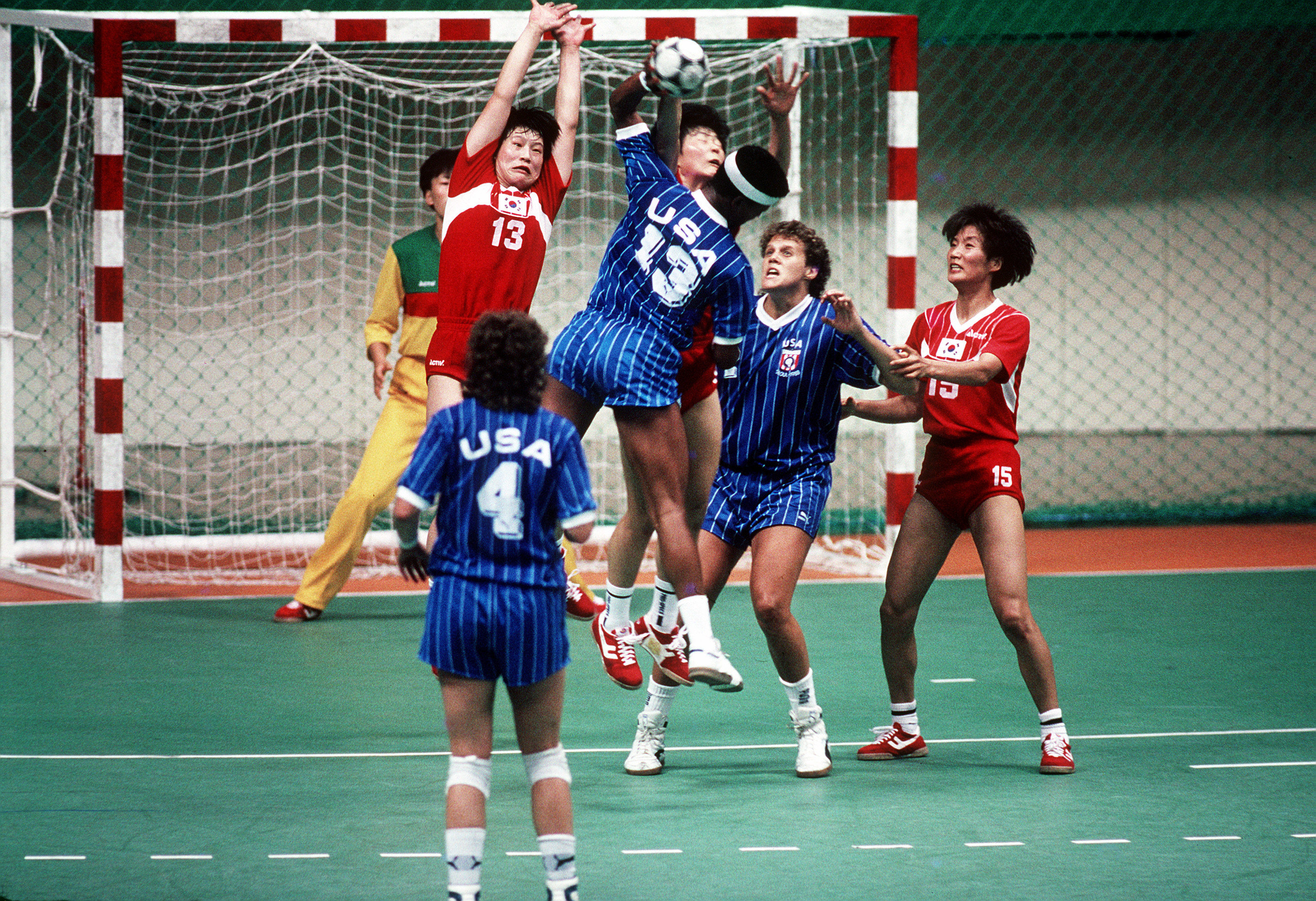
Damenpartie der USA gegen Südkorea

In Seoul fanden ein Herren- und ein Damenturnier im Handball statt. Es nahmen zwölf Männer- und acht Frauenmannschaften teil. Handball zählte nicht zu den besonders populären Sportarten in Südkorea, die Popularität und die Begeisterung der Zuschauer stieg aber mit den guten Resultaten der Heimmannschaften. Die beiden Mannschaften aus Jugoslawien, die 1984 in Los Angeles beide Goldmedaillen gewannen, konnten ihre Erfolge nicht wiederholen. Das Männerteam konnte im kleinen Finale Ungarn mit 27:23 besiegen und gewann damit Bronze. Im Finale trennten sich die UdSSR und Südkorea 32:25. Bei den Frauen spielten die Mannschaften aus Jugoslawien, der UdSSR, Norwegen und Südkorea gegeneinander die vier ersten Plätze aus. Jugoslawien unterlag der UdSSR und Norwegen und verpasste damit als viertplatzierte Mannschaft die Medaillen. Die Goldmedaille ging an die südkoreanische Mannschaft, die vier Jahre zuvor Silber gewonnen hatte. Silber gewann das Team aus Norwegen, Bronze ging an die Sowjetunion.

### Hockey
An den olympischen Hockeyturnieren nahmen zwölf Herren- und acht Damenmannschaften teil. Die Goldmedaille im Damenturnier gewann die Mannschaft aus Australien, zu der auch Rechelle Hawkes gehörte, die bei vier Olympiateilnahmen dreimal Gold gewinnen konnte. Die Australierinnen besiegten im Finale das Team des Gastgeberlandes mit 2:0, wobei beide Tore in der zweiten Hälfte fielen. Im Spiel um Platz drei gewannen die Niederländerinnen mit einem 3:1 gegen Großbritannien die Bronzemedaille. Im Herrenturnier ging Bronze ebenfalls an die Mannschaft aus den Niederlanden, die mit 2:1 gegen Australien gewann. Im Finale trafen die Mannschaften der Bundesrepublik Deutschland und Großbritanniens aufeinander. Die britische Mannschaft gewann das Spiel mit 3:1 und damit die Goldmedaille.

### Judo
Die Wettbewerbe im Judo umfassten sieben Gewichtsklassen, von denen jede an jeweils einem Tag ausgetragen wurde. Die erfolgreichste Nation war Südkorea mit zwei Gold- und einer Bronzemedaille vor Polen mit einer Gold- und Silbermedaille und Japan mit einer Gold- und drei Bronzemedaillen. Im Mittelgewicht gewann der Österreicher Peter Seisenbacher die Goldmedaille und konnte damit seinen Titel von den Olympischen Sommerspielen 1984 in Los Angeles verteidigen. Er war der erste Judoka, dem dies gelang. Nur zwei Tage später gelang dies auch dem Japaner Hitoshi Saitō, der im Finale Henry Stöhr aus der Deutschen Demokratischen Republik besiegte. Japanische Sportler hatten zuvor schon drei Bronzemedaillen erreicht, jedoch konnte erst am letzten Tag der Judowettkämpfe Saitō für Japan eine Finalteilnahme erreichen.

### Kanu
Im Kanurennsport wurden neun Wettbewerbe für Männer und drei für Frauen ausgetragen. Die europäischen Nationen dominierten die Wettbewerbe. Allein die DDR und die UdSSR gewannen mit jeweils drei Goldmedaillen die Hälfte aller möglichen Titel. An Rang drei der Nationenwertung folgte Ungarn. Birgit Fischer, die 1988 unter dem Namen Schmidt antrat, gewann drei Medaillen. Im Kajak-Einer wurde sie Zweite hinter der Bulgarin Wanja Geschewa, im Kajak-Zweier und Kajak-Vierer gewann sie jeweils die Goldmedaille mit ihren Teamkolleginnen. Der Amerikaner Gregory Barton gewann im Kajak-Einer über 1000 Meter die erste Goldmedaille im Kanusport für die USA, im Kajak-Zweier über 1000 Meter konnte er dies zusammen mit seinem Partner Norman Bellingham wiederholen.

### Leichtathletik

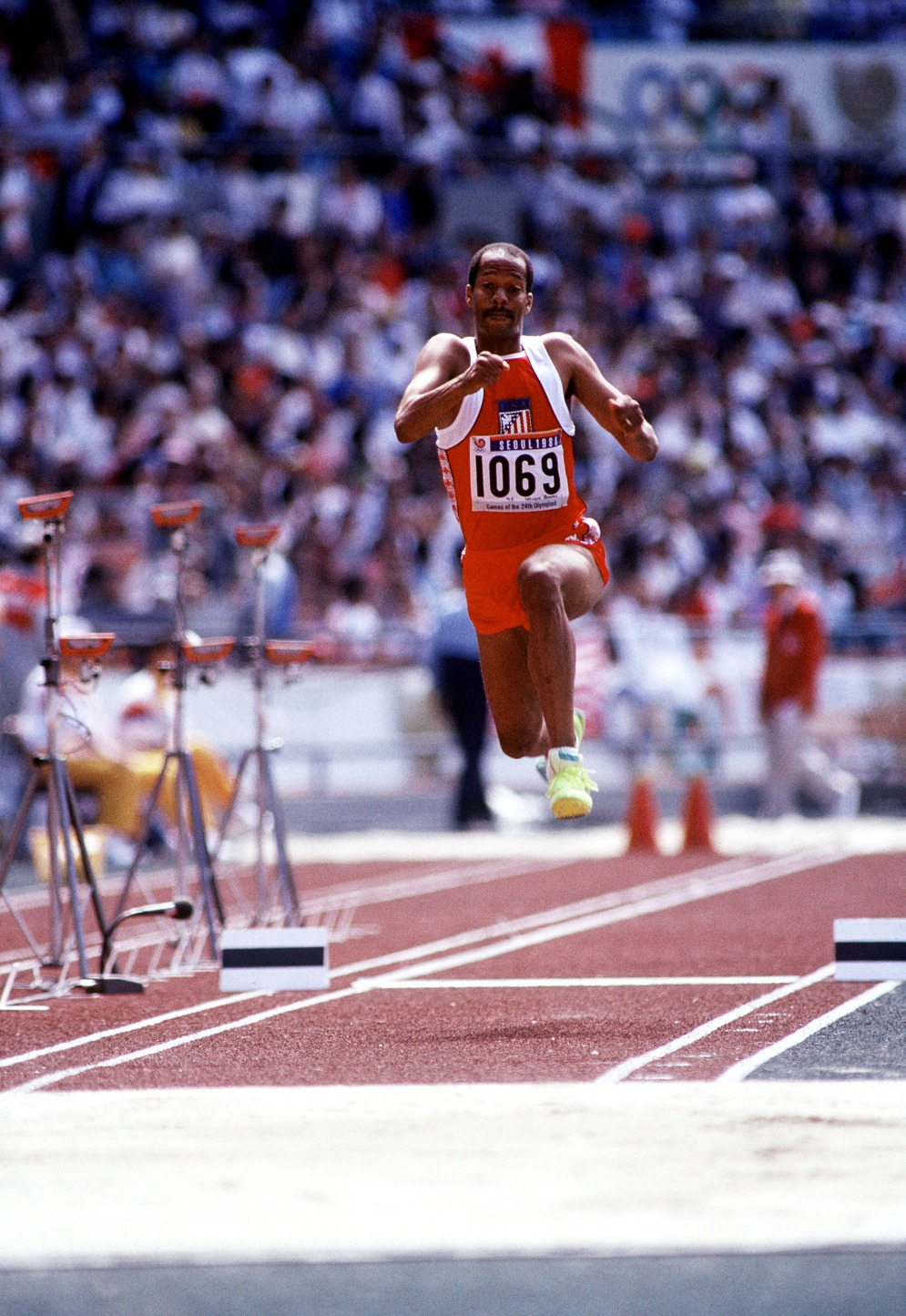
Willie Banks wurde als Weltrekordhalter Sechster im Dreisprung

Die Wettbewerbe in der Leichtathletik fanden an neun Tagen statt. Es nahmen 1148 Männer und 579 Frauen aus 148 Ländern teil, was die bis dahin höchste Teilnehmerzahl in der olympischen Geschichte bedeutete. Die erfolgreichste Nation waren die USA mit 13 Gold-, sieben Silber- und sechs Bronzemedaillen. Gefolgt wurde sie von der UdSSR mit zehn Gold-, sechs Silber- und zehn Bronzemedaillen und der DDR mit sechs Gold-, elf Silber- und zehn Bronzemedaillen. Weitere 20 Länder konnten Medaillen gewinnen.
Im Finale über 100 Meter der Männer kam es zum Duell zwischen Carl Lewis und Ben Johnson, das Johnson mit Weltrekord von 9,79 Sekunden für sich entscheiden konnte. Nachdem er des Dopings überführt worden war, wurde ihm die Goldmedaille aberkannt und Lewis zugesprochen. Die herausragende Athletin war Florence Griffith-Joyner mit Gold in der 4-mal-100-Meter-Staffel, über 100 und 200 Meter. Im 200-Meter-Rennen stellte sie zudem einen neuen Weltrekord auf. Die dominierende Nation in den Langstreckenrennen war Kenia: Gold über 800 Meter ging an Paul Ereng, über 1500 Meter gewann Peter Rono, über 3000 Meter Hindernis siegte Julius Kariuki und das 5000-Meter-Rennen gewann John Ngugi. Im Marathon kam es zu einer Sprintentscheidung, die der Italiener Gelindo Bordin mit 2:10:32 Stunden für sich entschied. Damit lag er nur 15 Sekunden vor dem Zweitplatzierten und 27 Sekunden vor dem Bronzemedaillengewinner.
Für die DDR gewann Ulf Timmermann Gold im Kugelstoßen mit der olympischen Rekordweite von 22,47 Metern, ebenso wie Jürgen Schult, der mit 68,82 Metern Gold im Diskuswurf gewann und zudem einen olympischen Rekord aufstellte. Den Zehnkampf gewann Christian Schenk aus der DDR vor seinem Landsmann Torsten Voss und dem Kanadier Dave Steen. Der Olympiasieger von 1984 Daley Thompson konnte seinen Erfolg nicht wiederholen und erreichte mit 22 Punkten Rückstand auf Bronze Platz vier. Der bundesdeutsche Starter Jürgen Hingsen, der sich sowohl in Los Angeles als auch in den Jahren zwischen den Spielen einen Zweikampf mit Thompson geliefert und drei Weltrekorde aufgestellt hatte, wurde bereits beim ersten Wettbewerb, dem 100-Meter-Lauf, nach drei Fehlstarts disqualifiziert. Den Siebenkampf gewann Jackie Joyner, die mit einer Leistung von 7291 Punkten den noch heute gültigen Weltrekord aufstellte. Mit ihrem Sieg im Weitsprung wurde sie zu einer Doppelolympiasiegerin der Seouler Spiele.
Im Hochsprung der Frauen fiel die Entscheidung zwischen der Amerikanerin Louise Ritter und der Bulgarin Stefka Kostadinowa erst im Stechen, nachdem beide die Höhen 1,80 bis 2,01 Meter im ersten Versuch übersprangen. An den 2,03 Metern scheiterten beide dreimal, so dass ihnen ein weiterer Sprung zur Entscheidung zugebilligt wurde. Kostadinowa scheiterte erneut, während Ritter die Höhe übersprang. Damit gewann sie Gold und stellte zudem einen olympischen Rekord auf.

### Moderner Fünfkampf
Im Modernen Fünfkampf wurden ein Einzel- und ein Mannschaftswettbewerb veranstaltet. Die Einzeldisziplinen Reiten, Fechten, Schwimmen, Schießen und ein Crosslauf wurden an verschiedenen Wettkampforten ausgetragen. Die Goldmedaille ging an den Ungarn János Martinek mit 5404 Punkten, Silber an den Italiener Carlo Massullo mit 5379 Punkten. Der sowjetische Teilnehmer Wachtang Iagoraschwili gewann mit 5367 Punkten Bronze. In der Teamwertung siegte Ungarn vor Italien und Großbritannien.

### Radsport
Im Radsport fanden sechs Wettbewerbe auf der Bahn und drei auf der Straße statt. Die erfolgreichste Nation war die UdSSR mit vier Gold-, einer Silber- und zwei Bronzemedaillen, vor der DDR mit dreimal Gold, zweimal Silber und einmal Bronze und den Niederlanden mit jeweils einer Gold- und Silbermedaille. Das Straßenrennen der Männer gewann Olaf Ludwig aus der DDR in 4:32:22 Stunden, vor Bernd Gröne und Christian Henn, die beide für die BRD antraten. Beim Straßenrennen der Frauen kamen 45 Starterinnen als Feld ins Ziel, so dass die einzelnen Positionen per Fotobeweis vergeben wurden. Im Frauensprint, der erstmals bei Olympia ausgetragen wurde, gewann die sowjetische Fahrerin Erika Salumäe. In der 4000-Meter-Teamverfolgung gewann das Team der UdSSR mit 4:16:10 Minuten in neuer Weltrekordzeit vor der australischen Mannschaft, die ebenfalls unter der alten Weltrekordmarke blieb.

### Reiten
Die sechs Reitwettbewerbe im Dressur-, Spring- und Vielseitigkeitsreiten, ausgetragen jeweils als ein Einzel- und ein Mannschaftswettbewerb, waren für Männer und Frauen offen. Die Bundesrepublik Deutschland dominierte die Wettbewerbe mit vier Gold- und einer Silbermedaille. Nicole Uphoff gewann im Alter von 21 Jahren auf Rembrandt Gold im Einzel- und Mannschaftswettbewerb der Dressur. Damit war sie die jüngste Olympiasiegerin in dieser Disziplin. Mit Margit Otto-Crépin aus Frankreich, die Silber gewann, und der Bronzegewinnerin Christine Stückelberger aus der Schweiz, gingen erstmals alle Medaillen im Dressurreiten an Frauen. Im Mannschaftswettbewerb ging die Goldmedaille ebenfalls an die Bundesrepublik Deutschland und Silber an die Schweiz. Daneben gewannen die Reiter der BRD auch den Mannschaftswettbewerb der Vielseitigkeit und des Springreitens. Das Einzelfinale im Springreiten fand am 2. Oktober vor der Schlussfeier als letzter Wettbewerb der Spiele im Olympiastadion statt. Der Franzose Pierre Durand gewann vor dem Amerikaner Gregory Best und dem Westdeutschen Karsten Huck.

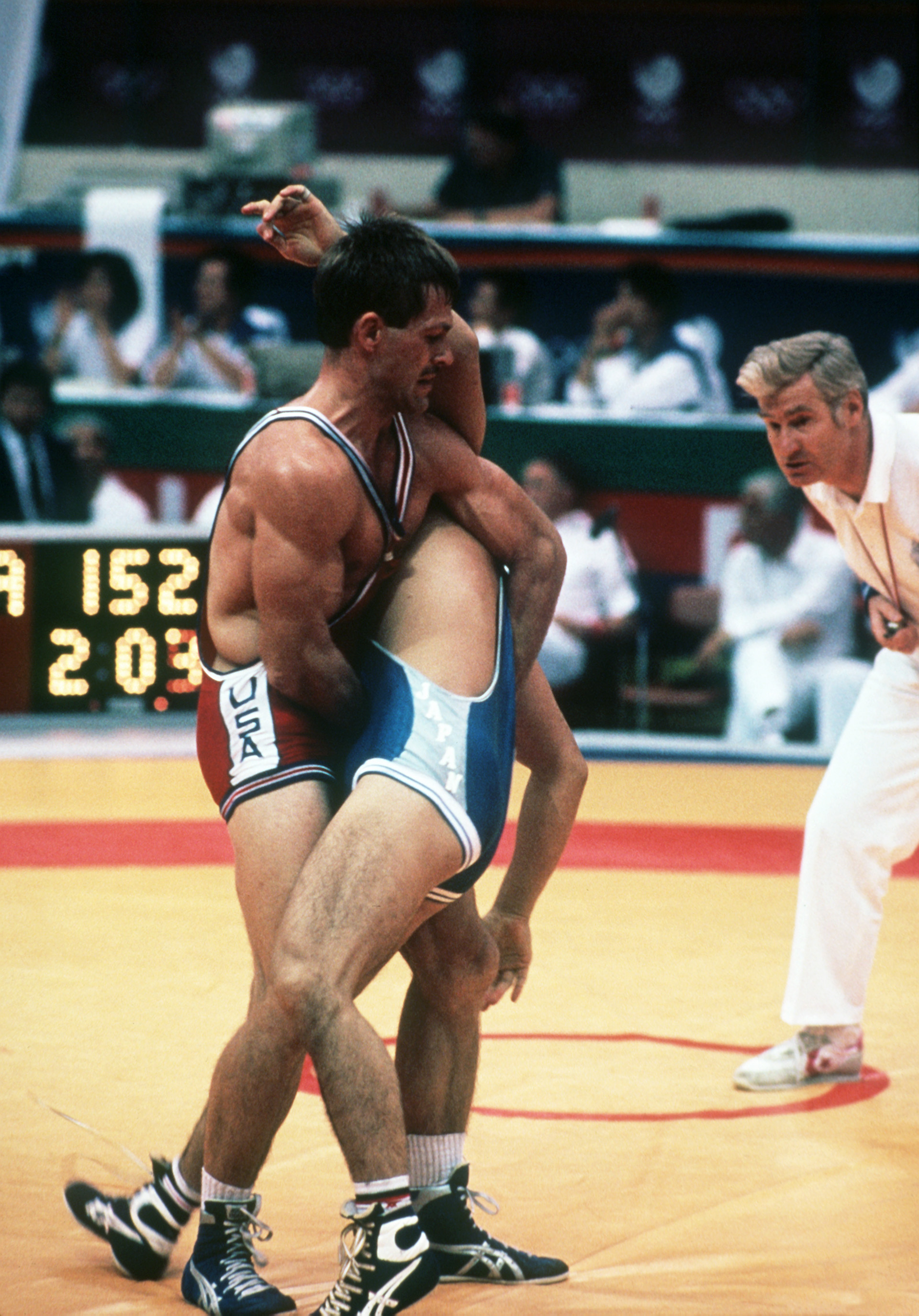
Der US-Amerikaner David Butler nimmt Hiromichi Ito aus Japan in einen Griff

### Ringen
Im Ringen wurden Wettbewerbe im freien Stil und im griechisch-römischen Stil ausgetragen. Sie fanden jeweils in zehn Gewichtsklassen statt. Mit acht Goldmedaillen dominierte die UdSSR die Wettbewerbe, Ringer der Gastgebernation konnten zwei Goldmedaillen erringen. In der Klasse 48 Kilogramm im griechisch-römischen Stil konnte der 1984 in Anbetracht der Abwesenheit der Ostblock-Athleten als „Verlegenheits-Olympiasieger“ betrachtete Italiener Vincenzo Maenza seinen Erfolg wiederholen und gewann die Goldmedaille. Kim Young-nam gewann in der 74-Kilogramm-Klasse griechisch-römisch die Goldmedaille und schaffte damit den ersten Sieg für die Gastgebernation bei diesen Spielen. Der für die Sowjetunion startende Alexander Alexandrowitsch Karelin gewann die Goldmedaille im Superschwergewicht des griechisch-römischen Stils. Diesen Erfolg konnte er sowohl 1992 in Barcelona, als auch 1996 in Atlanta wiederholen und gewann in Sydney im Jahr 2000 zudem Olympiasilber. In der Federgewichtsklasse des Freistilringens gewann John Smith die Goldmedaille. Diese Leistung konnte er vier Jahre später mit einem erneuten Olympiasieg wiederholen.

### Rudern

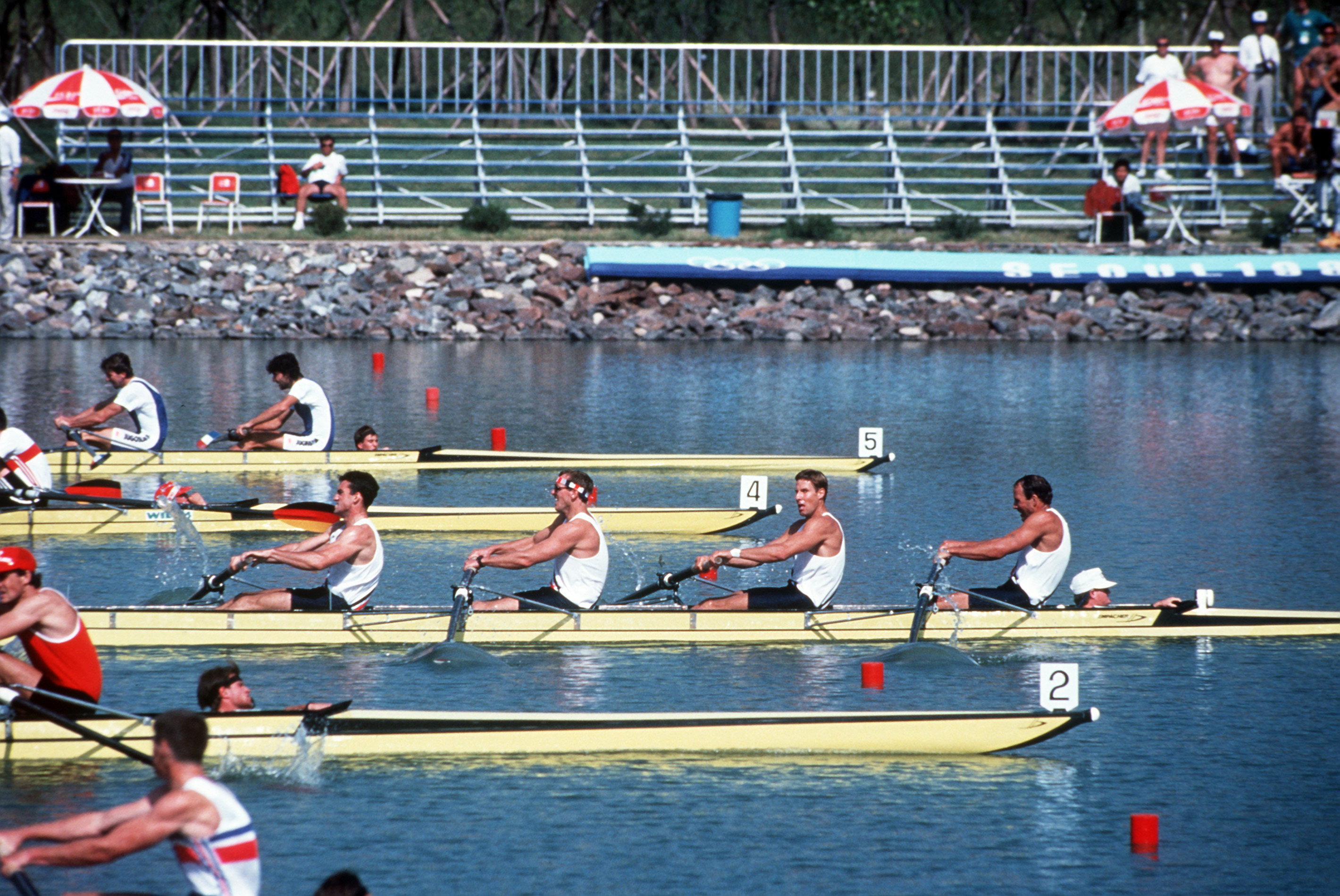
Das Finale der Vierer mit Steuermann

In der ersten Woche der Spiele traten die Männer in acht und die Frauen in sechs Bootsklassen in den Ruderwettbewerben an. Mit acht Goldmedaillen gewannen Ruderer der DDR über die Hälfte der Titel. Italien war mit zwei Olympiasiegen die zweiterfolgreichste Nation vor den Ruderern aus Rumänien. Die drei italienischen Brüder Carmine, Giuseppe und Agostino Abbagnale waren an beiden Goldmedaillen im Zweier mit Steuermann und Doppelvierer beteiligt. Im Einer gewann der westdeutsche Starter Peter-Michael Kolbe nach 1976 in Montreal und 1984 in Los Angeles zum dritten Mal die Silbermedaille bei Olympischen Sommerspielen. Er unterlag mit knapp fünf Sekunden dem DDR-Starter Thomas Lange. Der Olympiasieger von 1976 und 1984 Pertti Karppinen konnte nur das B-Finale erreichen, das er dann gewann. Die Bundesrepublik Deutschland gewann ihre einzige Goldmedaille in der Königsklasse, dem Achter.

### Schießen
Um die 13 Wettbewerbe im Schießen spannender zu gestalten, führte der Weltverband UIT die Finalschießen zur Medaillenvergabe ein. Nach einer Qualifikationsrunde erreichten die acht besten Schützen das Finale, in dem noch einmal zehn Schuss abzugeben waren, die erzielten Ringe wurden noch einmal in Zehntelringe unterteilt und dem Qualifikationsergebnis zugerechnet. Die Anzahl der Finalteilnehmer wich in drei Fällen ab: Im Wettbewerb Laufende Scheibe gab es vier Finalisten, im Trap- und Skeet-Schießen jeweils sechs. Iryna Schylawa aus der Sowjetunion gewann mit dem Luftgewehr die erste Goldmedaille der Olympischen Sommerspiele von Seoul. Der Brite Malcolm Cooper konnte sein Gold im Kleinkaliber-Dreistellungskampf nur dank der Hilfe eines sowjetischen Waffenschmiedes gewinnen, nachdem eine Woche zuvor der Schaft seines Gewehrs gebrochen war. Die UdSSR war mit vier Gold-, einer Silber- und sechs Bronzemedaillen die erfolgreichste Schießnation, gefolgt von Jugoslawien und der Bundesrepublik Deutschland.

### Schwimmen
An den Schwimmwettbewerben nahmen insgesamt 944 Sportler teil. Die erfolgreichste Nation war die Deutsche Demokratische Republik mit elf Gold-, acht Silber- und neun Bronzemedaillen. Es folgten die USA mit jeweils zehn Gold- und Silber- sowie sechs Bronzemedaillen und Ungarn mit vier Gold- und zwei Silbermedaillen. Die erfolgreichste Schwimmerin war Kristin Otto, die sechsmal Gold gewann. Sie siegte über 50 und 100 Meter Freistil, 100 Meter Rücken, 100 Meter Schmetterling und in den Freistil- und Lagenstaffeln. Damit war sie zugleich auch insgesamt die erfolgreichste Starterin dieser Spiele. Der US-Schwimmer Matt Biondi konnte sieben Medaillen, von denen fünf Goldmedaillen waren, für sich verbuchen. Im Finale über 100 Meter Schmetterling unterlag Biondi mit einer Hundertstelsekunde Rückstand Anthony Nesty, der damit die erste Goldmedaille und die erste Olympiamedaille überhaupt für Suriname gewinnen konnte.
Beim Wasserspringen gewann der Amerikaner Greg Louganis zwei Goldmedaillen vom 3-Meter-Brett und vom 10-Meter-Turm. In der Qualifikation zu ersterem Wettbewerb schlug Louganis beim neunten Sprung mit dem Kopf gegen das Brett. Nach ärztlicher Behandlung setzte er den Wettbewerb fort und erreichte als Dritter das Finale, in dem er mit 730,80 Punkten am besten abschnitt. Bei den Damen konnten die beiden Goldmedaillen von den chinesischen Springerinnen Gao Min und Xu Yanmei gewonnen werden. Im Synchronschwimmen gingen beide Titel nach Kanada. Carolyn Waldo gewann das Einzel und holte mit ihrer Partnerin Michelle Cameron auch im Duett Gold. Im Wasserballturnier gewann die Mannschaft aus Jugoslawien, die im Finale die USA mit 9:7 nach Verlängerung besiegte. Bronze ging an das Team aus der Sowjetunion, das sich im kleinen Finale mit 14:13 gegen die Bundesrepublik Deutschland durchsetzen konnte.

### Segeln

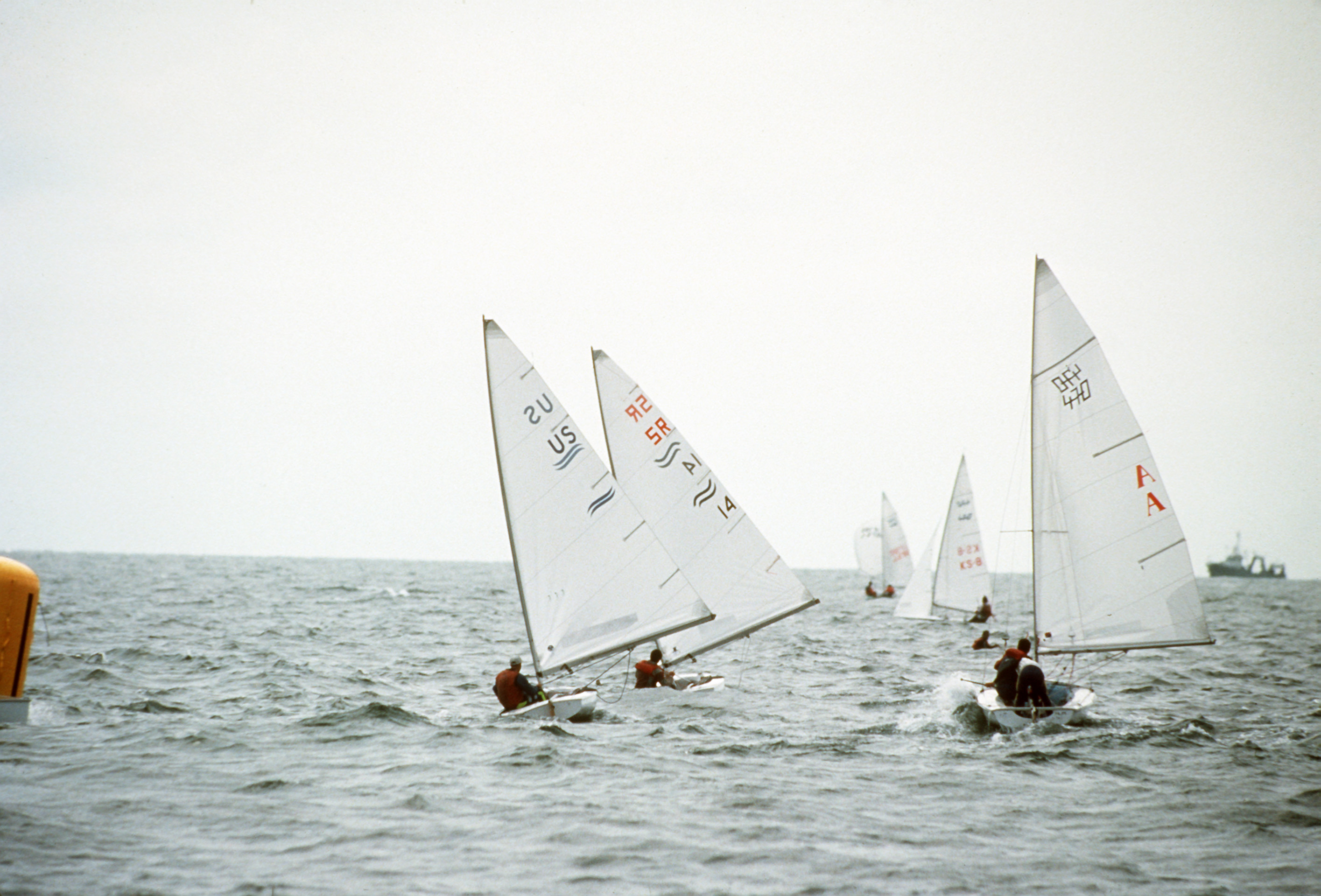
Wettbewerb in der Finn-Klasse

Die acht Segelwettbewerbe fanden vor Busan statt. Die Wettbewerbe wurden zum Teil nach Geschlechtern getrennt, so dass mit der 470er Jolle erstmals eine reine Frauenklasse bestand. Für die übrigen Wettbewerbe waren Frauen zugelassen, außer in der 470er-Klasse der Männer. Diese Regelung wurde aber nur zweimal in der Tornado-Klasse genutzt. An Platz eins der Nationenwertung stand Frankreich mit zwei Goldmedaillen. Die Goldmedaille im Soling ging an Thomas Flach, Bernd Jäkel und Jochen Schümann aus der Deutschen Demokratischen Republik. In der 470er-Klasse der Männer lagen die für die Sowjetunion startenden Brüder Tõnu Tõniste und Toomas Tõniste vor der letzten Wettfahrt auf dem ersten Platz. Dann kenterten sie in dieser jedoch und schieden aus, so dass sie insgesamt nur die Silbermedaille hinter den Franzosen Thierry Peponnet und Luc Pillot gewinnen konnten. In der Finn-Dinghy-Klasse unterbrach der Kanadier Lawrence Lemieux die fünfte Wettfahrt trotz seiner guten Platzierung als Zweiter, um die verletzten und über Bord gegangenen Joseph Chan und Siew Shaw zu retten. Danach setzte er die Fahrt fort und erreichte als 22. das Ziel, wo er allerdings wegen Vermessungsproblemen disqualifiziert wurde. Nach Bekanntwerden der Rettungsaktion wurden Lemieux die Punkte des Zweitplatzierten zuerkannt. Er wurde mit der Pierre-de-Coubertin-Medaille, der höchsten Auszeichnung des IOC für Sportler ausgezeichnet.

### Tennis
Tennis war seit den Olympischen Sommerspielen 1924 in Paris nicht mehr olympisch. Die Wiederaufnahme markierte die Abkehr vom Ausschluss der Profisportler. Da Profis ohne Einschränkungen teilnehmen durften, waren Topspieler wie Chris Evert, Gabriela Sabatini, Zina Garrison, Stefan Edberg, Henri Leconte und Tim Mayotte in Seoul am Start. Mit ihrem Sieg im Dameneinzel konnte Steffi Graf 1988 den „Golden Slam“, also den Gewinn der vier „Grand Slam-Turniere“ und des Olympiaturniers, erreichen. Zusammen mit Claudia Kohde-Kilsch gewann Graf zudem Bronze im Doppel. Die beiden Doppeltitel gingen in die Vereinigten Staaten mit den Duos Ken Flach/Robert Seguso und Pam Shriver/Zina Garrison, den Einzeltitel der Herren gewann Miloslav Mečíř aus der Tschechoslowakei.

### Tischtennis
Tischtennis feierte 1988 in Seoul seine Premiere im olympischen Programm, nachdem es vier Jahre zuvor Demonstrationssportart war. Vier Nationen konnten Medaillen gewinnen, außer den Hauptkonkurrenten China und Südkorea, die je zwei Goldmedaillen gewinnen konnten, waren es Jugoslawien und Schweden, die jedoch ohne Gold blieben. Der Südkoreaner Yoo Nam-kyu besiegte seinen Landsmann Kim Ki-taik im Herreneinzel mit drei zu eins Sätzen und wurde damit der erste Olympiasieger im Tischtennis. Die Chinesinnen errangen im Dameneinzel einen Dreifachtriumph, mussten sich im Doppel jedoch dem Duo aus Südkorea geschlagen geben.

### Turnen
Die Turnwettkämpfe und der Wettbewerb in der Rhythmischen Sportgymnastik wurden von den osteuropäischen Nationen bestimmt, von denen die Sowjetunion die erfolgreichste war. Zwar waren es nur 15 Wettbewerbe, aber aufgrund gleicher Punktzahlen wurden 19 Goldmedaillen vergeben. Zwölf von ihnen gingen in die Sowjetunion. Der erfolgreichste Athlet war Wladimir Artjomow aus der UdSSR mit vier Titeln, gefolgt von der Rumänin Daniela Silivaș mit drei. Den Olympiasieg in der Rhythmischen Sportgymnastik trug die sowjetische Teilnehmerin Maryna Lobatsch davon, die im Finale in allen vier Prüfungen die Bestnote Zehn erhielt, wie schon zuvor in der Qualifikation.

### Volleyball
An den Volleyballturnieren der Olympischen Sommerspiele 1988 nahmen zwölf Männer- und acht Frauenmannschaften teil. Im Männerturnier kam es zum Finale zwischen den Vereinigten Staaten und der Sowjetunion, in dem die USA mit 3:1 Sätzen gewannen. Im Spiel um Platz drei unterlag Brasilien der Mannschaft aus Argentinien. Im Frauenturnier besiegte die UdSSR im Finale Peru mit 3:2 und gewann damit Gold. Bronze ging an die Volksrepublik China, deren Mannschaft im kleinen Finale Japan besiegte.

### Demonstrationssportarten und Vorführungen
Als Demonstrationssportarten waren in Seoul Baseball und Taekwondo vertreten. Das Baseballturnier gewann die Mannschaft der USA, die im Finale Japan mit 5:3 besiegte. Den dritten Platz belegte die Mannschaft aus Puerto Rico. Die Wettkämpfe im Taekwondo wurden von Südkorea dominiert. Athleten und Athletinnen, die für das Gastgeberland starteten, gewannen neun der insgesamt 16 Gewichtsklassen. Der Status der Frauenwettbewerbe im Judo ist nicht eindeutig klar, sie können als Demonstrationssportart neben Taekwondo und Baseball angesehen werden, wurden aber vom IOC aber auch teils einfach als Ergänzungen des Programms betrachtet. Zwei der Damentitel gingen an Judoka aus Großbritannien, das damit die erfolgreichste Nation war. Es folgten chinesische Athletinnen mit einer Gold- und zwei Silbermedaillen und Judoka aus Japan mit einer Gold-, einer Silber- und drei Bronzemedaillen. Alle drei Demonstrationen wurden für die Olympischen Sommerspiele 1992 in Barcelona in das offizielle Programm aufgenommen.
Neben den Demonstrationssportarten gab es drei weitere, die in Vorführungen präsentiert wurden. So fanden zwei Rollstuhlrennen im Olympiastadion statt. Daneben gab es einen Herren- und einen Damenwettbewerb im Bowling. Auch Badminton war Vorführungssportart und wurde dann in das Programm der Sommerspiele von Barcelona aufgenommen.

## Herausragende Sportler
Die erfolgreichste Teilnehmerin war die DDR-Schwimmerin Kristin Otto, die sechsmal Gold gewann. Hinter ihr lagen der Schwimmer Matt Biondi aus den USA und der Turner Wladimir Artjomow aus der UdSSR. Mit insgesamt sieben Medaillen gewann Biondi die meisten. Weitere herausragende Leistungen waren der Gewinn des Golden Slam durch Steffi Graf und der Gewinn einer Silbermedaille im Radfahren durch Christa Luding-Rothenburger, die bereits sieben Monate zuvor bei den Olympischen Winterspielen 1988 in Calgary zwei Medaillen im Eisschnelllauf gewinnen konnte. Die Schwedin Kerstin Palm nahm als erste Frau zum siebten Mal an olympischen Fechtwettbewerben teil, während der bahamaische Segler Durward Knowles als mit 70 Jahren und 323 Tagen ältester Teilnehmer zum achten Mal an Olympischen Spielen teilnahm.

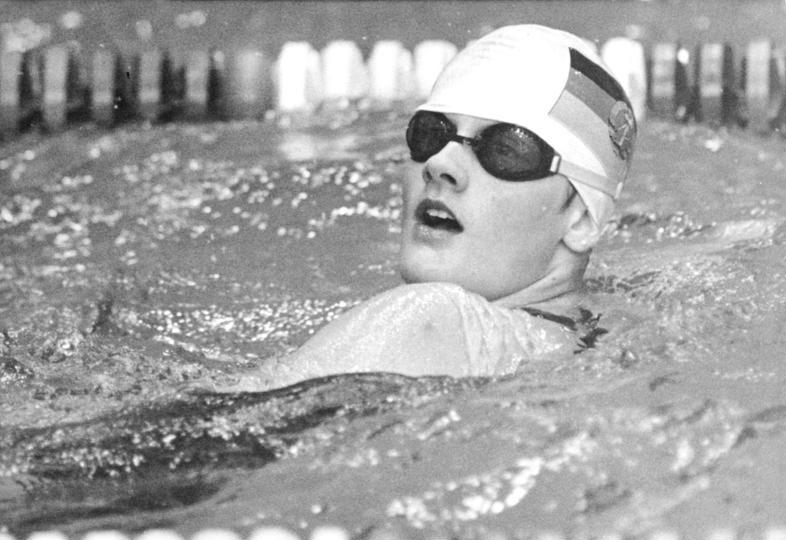
Kristin Otto, 1984
Florence Griffith-Joyner mit US-Präsident Ronald Reagan, 1988
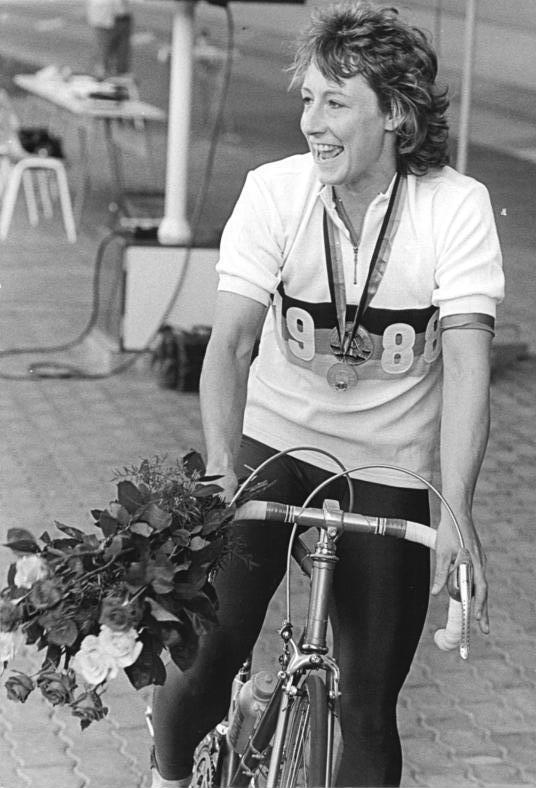
Christa Luding-Rothenburger, 1988

| Athlet                   | Mannschaft                      | Sport          | Gold | Silber | Bronze | Gesamt |
| Kristin Otto             | Deutsche Demokratische Republik | Schwimmen      | 6    | 0      | 0      | 6      |
| Matt Biondi              | Vereinigte Staaten              | Schwimmen      | 5    | 1      | 1      | 7      |
| Wladimir Artjomow        | Sowjetunion                     | Turnen         | 4    | 1      | 0      | 5      |
| Daniela Silivaș          | Rumänien                        | Turnen         | 3    | 2      | 1      | 6      |
| Florence Griffith-Joyner | Vereinigte Staaten              | Leichtathletik | 3    | 1      | 0      | 4      |
| Dmitri Bilosertschew     | Sowjetunion                     | Turnen         | 3    | 0      | 1      | 4      |
| Janet Evans              | Vereinigte Staaten              | Schwimmen      | 3    | 0      | 0      | 3      |

## Doping
Bei den Olympischen Sommerspielen 1988 wurden insgesamt 1600 Dopingtests durchgeführt. Dabei überführten die Dopingfahnder insgesamt zehn Athleten der Leistungsmanipulation, wobei das Gewichtheben am stärksten betroffen war. Neben den Athleten wurden zudem die Pferde getestet, wobei bei dreien Doping nachgewiesen werden konnte.
Die Spiele von Seoul standen unter dem Schatten des aufgedeckten Dopingfalls Ben Johnson, dem nach seinem Weltrekordlauf zu Gold über 100 Meter der Missbrauch von anabolen Steroiden nachgewiesen wurde. Das 100-Meter-Finale war zuvor medial zu dem Ereignis der Olympischen Sommerspiele 1988 stilisiert worden und wurde als Jahrhundertlauf gefeiert. Johnson beteuerte trotz des positiven Dopingtests seine Unschuld und ging von einer Verschwörung gegen ihn aus, bei der seinem Urin die verbotene Substanz nachträglich zugefügt worden sein soll. Nachdem dem Kanadier der Titel aberkannt worden war, ging die Goldmedaille über 100 Meter an den Amerikaner Carl Lewis. Dieser war nach Aussagen Wade Exums, dem Direktor für Dopingkontrolle des Olympischen Komitees der USA (USOC), wie drei weitere Goldmedaillengewinner der Vereinigten Staaten bei den Trials im Vorfeld der Seouler Spiele positiv auf Doping getestet worden, was jedoch vertuscht wurde. Diese Aussage führte jedoch zu keiner Verurteilung oder Aberkennung der Titel, stattdessen sprach das IOC Carl Lewis 2004 in Madrid frei.
Die tatsächliche Zahl der Dopingfälle neben den zehn aufgedeckten dürfte deutlich höher liegen. In der Deutschen Demokratischen Republik war zum Beispiel wie in vielen anderen Staaten des Ostblocks systematisches Doping der Regelfall. So wurden mehrmals Zweifel an der Rechtmäßigkeit der Titel von Kristin Otto geäußert. Auch gegenüber der mit drei Titeln erfolgreichsten Leichtathletin Florence Griffith-Joyner wurden Dopingvorwürfe geäußert. In der Olympiasaison wurde sie jedoch elfmal negativ getestet. Nach ihrem Tod infolge eines Schlaganfalls 1998 im Alter von 38 Jahren wurden Forderungen laut, an ihr eine Obduktion vorzunehmen, da einige Antidopingaktivisten als Todesursache Dopingspätfolgen vermutet wurden. Zudem gab ihre Trainingspartnerin, Lorna Boothe, an, vom Leistungssprung Florence Griffith-Joyners überrascht gewesen zu sein und 1987 von einer Krankenschwester bestätigt bekommen zu haben, dass sie mit anabolen Steroiden und Testosteron behandelt worden sei. Trotzdem wurde der Zusammenhang von Doping mit dem Tod Griffith-Joyners auch von Sportmedizinern in Zweifel gezogen. Neben den beiden Topathletinnen dieser Spiele sind auch die Leistungen weiterer Athleten zweifelhaft. So dopte etwa der Radrennfahrer Robert Lechner (BRD), der Bronze gewann, im Vorfeld der Spiele und setzte die Mittel so ab, dass sie bei Olympia nicht mehr nachweisbar waren.

## Kulturelles Rahmenprogramm
Südkorea nutzte die Olympischen Sommerspiele zur Präsentation seiner Kultur, weshalb eine Vielzahl von Rahmenprogrammpunkten geboten wurden. Das Olympische Kunstfestival bestand aus verschiedenen Ausstellungen, Performances und Festen. Dabei wurden neben südkoreanischen auch ausländische Tänzer und Künstler miteinbezogen. Unter anderem fanden eine Olympiade der Kunst und ein Open-Air Skulptur-Symposium statt, für die internationale Künstler mit ihren Skulpturen eingeladen wurden. Daneben fand unter anderem eine Ausstellung internationaler Zeitgenössischer Malerei statt. Darüber hinaus gab es die Welt-Akademiker-Konferenz der Olympiade 1988 von Seoul, bei der sich über 200 Wissenschaftler verschiedener Forschungsgebiete austauschen konnten.

## Berichterstattung und mediale Rezeption
Der Pressechef war Lee Jae-hong. Es waren 4933 Medienvertreter akkreditiert, darunter 3157 Journalisten. Hinzu kamen noch 11.813 weitere technische Mitarbeiter. Mit dem Verkauf der Fernsehrechte konnte das Organisationskomitee insgesamt 407,125 Millionen US-Dollar einnehmen. Mit 302,110 Millionen Dollar kam dabei der größte Teil von der National Broadcasting Company, die die Ausstrahlungsrechte für die Vereinigten Staaten erwarb. Von der Europäischen Rundfunkunion kamen 28 Millionen Dollar. In Deutschland übertrugen die ARD und das ZDF, in Südkorea der Sender Korean Broadcasting System. Im österreichischen Fernsehen waren 210 Stunden Übertragung geplant, jedoch ohne fixes Programmschema; laut Sportchef Franz Krynedl ‚wolle der ORF immer dort live einsteigen, wo gerade etwas los ist, die spannendsten Ereignisse würden mehrfach wiederholt werden.‘
Der Zeitplan der Wettkämpfe war zum Teil nach den Wünschen von NBC ausgerichtet worden, damit attraktive Wettbewerbe in den USA zur Primetime gezeigt und die Refinanzierung durch Werbeeinnahmen erleichtert werden konnten.
Der Hauptarbeitsplatz der Medienvertreter war das International Broadcasting Center, das über 70.000 Quadratmeter Platz bot und vom Korean Broadcasting System finanziert wurde. Das internationale Fernsehbild wurde ebenfalls von der südkoreanischen Sendeanstalt produziert.
Die Olympischen Spiele 1988 sind Thema des Disney-Comic-Crossovers Seoul 1988 – Olympisches Fieber, dem längsten nicht in einzelne Kapitel unterteilten Disney-Comic überhaupt und das letzte große Werk Romano Scarpas, das sogar als sein Opus magnum betrachtet werden kann.

## Auswirkungen und Bewertung
Während der Vorbereitung der Spiele gab es im Südkorea der 1980er Jahre zum Teil heftige innenpolitische Turbulenzen. Im Jahr 1980 gab es etwa das Gwangju-Massaker, bei dem nach offiziellen Angaben 170 Zivilisten, die Reformen forderten, getötet wurden. In der Folge beruhigte sich die Situation zwar, blieb aber angespannt. Als im April 1987 der Präsident Chun Doo-hwan zwar seinen fristgerechten Rücktritt bestätigte, aber bekanntgab, der neue Präsident sollte nochmals vom alten Wahlmännergremium gewählt werden, kam es nach der Vorstellung des Kandidaten zu anhaltenden Protesten und Straßenschlachten. Im Juni 1987 gab Roh Tae-woo, der Vorsitzende und Kandidat für das Präsidentenamt von der Demokratischen Gerechtigkeitspartei, bekannt, dass er alle Forderungen der Demonstranten akzeptiere. Es wurde unter Beteiligung der Opposition eine neue Verfassung erstellt, die unter anderem die Grundrechte garantierte.
Südkorea betrachtete die Olympischen Sommerspiele als Möglichkeit der Präsentation. Zum einen waren 10.000 Sportler und Funktionäre aus 160 Ländern, darunter die politisch bedeutenden kommunistischen Staaten wie die Sowjetunion und die Deutsche Demokratische Republik, zugegen, aber auch 300.000 Studenten besuchten anlässlich der Spiele Südkorea. In der Medienberichterstattung wurde die koreanische Kultur besonders hervorgehoben, und es kam insgesamt zu einer positiven Selbstdarstellung des Gastgeberlandes. Die positive Betrachtung stieß jedoch zum Teil auch auf Ablehnung. So wurde zum Beispiel kritisiert, dass ein Großaufgebot von Sicherheitskräften aus Angst vor Störungen den Marathonlauf begleitete und dieser daher vor nur wenigen Zuschauern stattfand. Weitere Kritikpunkte waren die Unterbringung von Studentenführern außerhalb Seouls und die Verstärkung der amerikanischen Truppenpräsenz im Vorfeld der Spiele. Andererseits gelten die Sommerspiele 1988 noch heute als unterstützendes Element für die Ablösung des autoritären Regimes.
Für die olympische Bewegung markierten die Seouler Sommerspiele ebenfalls einen Wendepunkt. Zum einen endeten die großen Boykotte, und Profisportler wurden – wie etwa im Tennis – wieder zugelassen. Zum anderen rückte mit dem Dopingfall Ben Johnson das Dopingproblem in den Mittelpunkt, und der Kampf gegen Doping entwickelte sich zu einem wichtigen Ziel des IOC. Es waren zudem die letzten Spiele, an denen die Sowjetunion und die Deutsche Demokratische Republik, die beiden erfolgreichsten Nationen im Medaillenspiegel, teilnahmen. Nach dem politischen Umbruch in Osteuropa 1989/1990 und der Deutschen Wiedervereinigung traten bei den Olympischen Winterspielen 1992 in Albertville und den Olympischen Sommerspielen 1992 in Barcelona eine Mannschaft der Gemeinschaft Unabhängiger Staaten (GUS) und eine deutsche Mannschaft, die aus west- und ostdeutschen Sportlern bestand, an.